# Réseau de bus Val d'Yerres Val de Seine
Le réseau de bus Val d'Yerres Val de Seine est un réseau de transports en commun par autobus et autocars circulant en Île-de-France, organisé par l'autorité organisatrice Île-de-France Mobilités et la communauté d'agglomération Val d'Yerres Val de Seine. Il est exploité par le groupe Keolis à travers la société Keolis Val d'Yerres Val de Seine à partir du 1er août 2022.
Il se compose de 43 lignes qui desservent principalement la communauté d'agglomération Val d'Yerres Val de Seine et l'établissement public territorial Grand-Orly Seine Bièvre.

## Histoire

### Lignes issues du réseau Val d’Yerres bus

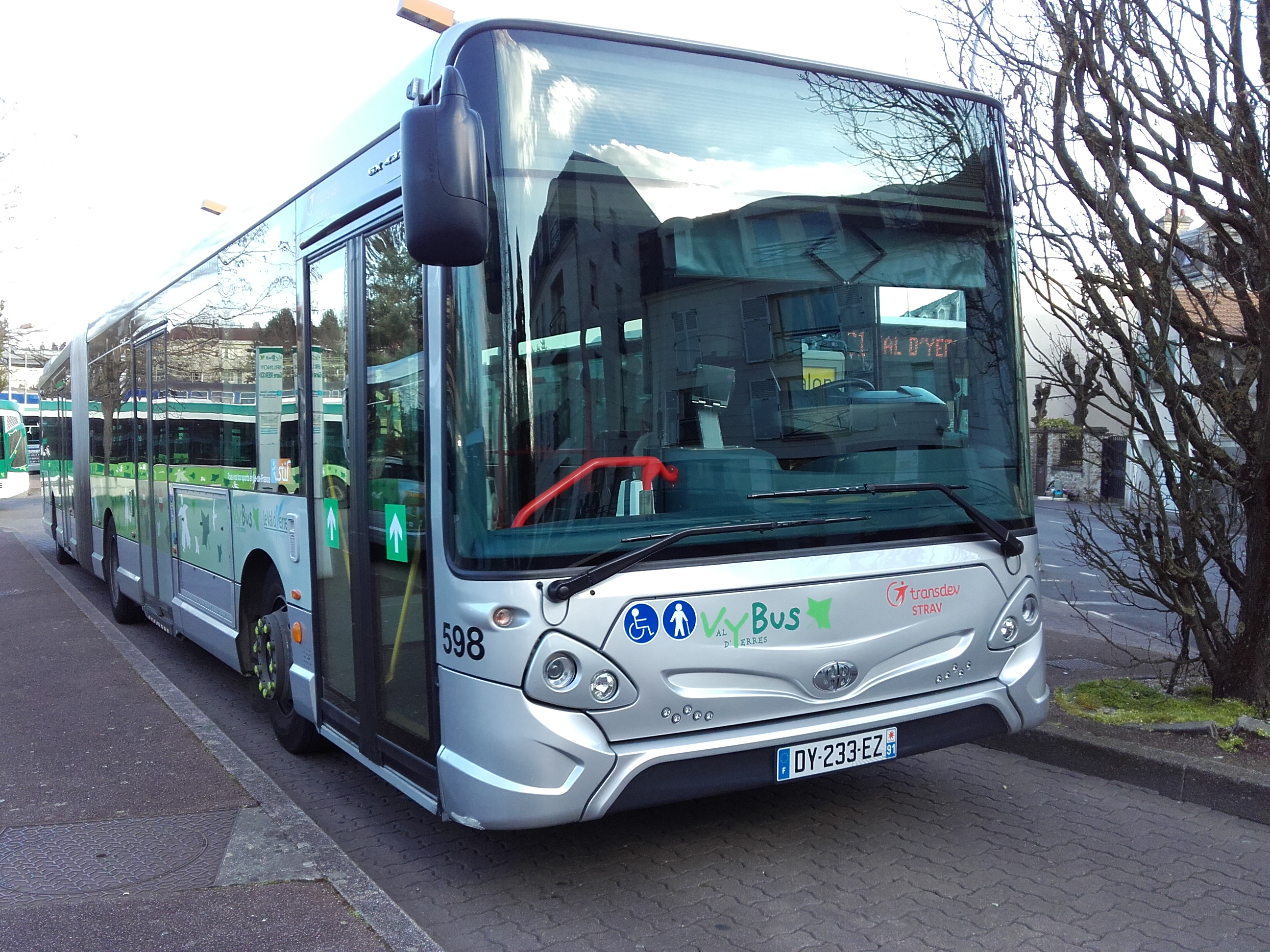
Un véhicule de l’ancien réseau Val d’Yerres bus.

Le 8 janvier 2008, est créée la ligne X (Crosnes à Yerres) :
Le 1er mai 2016, les lignes A, L, E et Q sont modifiées comme suit :
- les lignes A et L fusionnent en une nouvelle ligne A qui relie Brunoy Pyramide (Essonne) à Choisy-le-Roi Pont TVM ;
- les lignes E et Q fusionnent également et deviennent la nouvelle ligne E entre Brunoy Gare RER D et Villeneuve-Saint-Georges Centre hospitalier ;
- les nouvelles lignes P et V sont lancées pour se rendre plus rapidement à Montgeron.

Le 3 septembre 2018, les lignes C, E, M et X sont modifiées et renforcées comme suit :
- les lignes C1, C2 et C3 sont supprimées et remplacées par une nouvelle ligne C reliant Épinay-sous-Sénart à la gare de Boussy-Saint-Antoine via la gare de Brunoy. De plus, l'amplitude horaire est élargie toute la semaine avec, du lundi au vendredi, un premier départ le matin à 3 h 53 et un dernier départ à 23 h 45. Enfin, l'offre est renforcée le samedi aux heures de pointe avec un passage toutes les quinze minutes ;
- sur la ligne E, toutes les courses sont prolongées jusqu'à la gare de Brunoy. De plus, l'offre est renforcée le samedi avec une fréquence d'un bus toutes les 45 minutes ;
- la ligne M fonctionne dorénavant toute la journée sans interruption avec un dernier départ à 22 h 5. De plus, un service est créé le samedi ;
- la ligne X est prolongée jusqu'à la gare de Boussy-Saint-Antoine en reprenant la desserte abandonnée par la ligne C. De ce fait, l'offre est renforcée toute la semaine avec une extension de l'amplitude horaire et un service est créé le week-end.

### Lignes issues du réseau Keolis Seine Sénart
Le 2 septembre 2013, les lignes A, F et 4 sont prolongées au nouveau quartier du Clos de la Régale à Vigneux-sur-Seine afin de permettre aux habitants un rabattement à la gare de Vigneux-sur-Seine.
À compter du 2 mars 2015, les lignes 14, 16 et 18 ont vu la mise en place de deux courses supplémentaires à l'heure de pointe du matin sur chaque ligne afin d'améliorer le rabattement vers la gare de Juvisy.
Le 31 août 2015, la ligne BM est restructurée afin de permettre une baisse du temps de trajet pour les habitants des quartiers de Prairie de l'Oly et Glacière et de desservir les pôles commerciaux et d'emplois du Valdoly et de Maurice Garin. Par ailleurs, les lignes BM, E, F et 4 fonctionnent désormais jusqu'à 22 h 30 afin de proposer une desserte cohérente sur le territoire de la communauté d'agglomération Val d'Yerres Val de Seine.
Le 3 septembre 2018, certaines lignes sont modifiées comme suit :
- la ligne 16 voit son amplitude horaire élargie le matin avec un dernier départ à 9 h 30 et l'après-midi avec un premier départ à 15 h 30 ;
- la ligne 17 voit son amplitude horaire élargie le soir jusqu'à 22 h 30 au lieu de 20 h. De plus, un service est créé le samedi toute la journée ;
- la ligne BM voit la création d'un service en semaine aux heures creuses ainsi que le samedi toute la journée à raison d'un bus par heure ;
- la ligne Inter-Vals voit son itinéraire modifié afin de mieux desservir les quartiers Concorde à Vigneux-sur-Seine et Gaston Mangin à Montgeron. De plus, l'amplitude horaire est élargie afin d'offrir un bus toute la journée avec création d'un service aux heures de pointe à raison d'un bus toutes les heures.

### Ouverture à la concurrence
En raison de l'ouverture à la concurrence des transports en commun en Île-de-France, les réseaux opérés par Keolis Seine Sénart en totalité et la plupart des lignes de Transdev STRAV ainsi que l'Express 191.100 et deux lignes Albatrans fusionnent pour devenir le réseau de bus Val d'Yerres Val de Seine le 1er août 2022, correspondant à la délégation de service public numéro 20 établie par Île-de-France Mobilités. Un appel d'offres a donc été lancé par l'autorité organisatrice afin de désigner une entreprise qui succédera à l'exploitation de Keolis et Transdev pour une durée de cinq ans. C'est finalement Keolis, via sa filiale Keolis Val d'Yerres Val de Seine, qui a été désigné lors du conseil d'administration du 17 février 2022.
En date de son ouverture à la concurrence, le réseau se composait des lignes A, B, BM, C, D, E, F, G, H, Inter-Val, LM, LP1, LP2, RD, 12, 13, 14, 16, 17, 18, 19, 501, Navette de Montgeron et Bus de soirée Draveil, Montgeron et Vigneux-sur-Seine de Keolis Seine Sénart, des lignes A, C, D, E, E1, E2, F, F4, G1, G2, H, I, M, N, P, Quincy Bus, R1, R1A, R1B, R2, R3, S, V, X et Bus de soirée Boussy-Saint-Antoine, Brunoy Sud, Crosne, Quincy-sous-Sénart, Yerres Nord et Yerres Sud de Transdev STRAV, des lignes 91.01 et 91.09 du réseau Albatrans exploitées par les mêmes sociétés et de l'Express 191.100 exploité par Keolis Orly Rungis. Le contrat comprend également les lignes N133, N134 et N135 du réseau nocturne Noctilien, exploitées auparavant par la société Keolis Seine Val-de-Marne pour le compte de SNCF Transilien.
Le 29 août 2022 des fusions de lignes sont opérées sur le secteur Vigneux-Montgeron : la ligne B absorbe la ligne H tandis que la ligne E absorbe la ligne G. Les lignes de bus sont synchronisés avec les arrivées des RER afin de ne pas louper sa correspondance.
À partir du 3 janvier 2023, les lignes H et V fusionnent pour relier le Clos de la Régale à la gare de Villeneuve-Saint-Georges via la gare de Montgeron - Crosne. Les lignes E et N fusionnent elles aussi afin de relier la gare de Brunoy à la gare de Villeneuve-Saint-Georges. En outre, la ligne E est prolongée jusqu'à la gare de Boissy-Saint-Léger. La ligne N135 est prolongée également de Villeneuve jusqu'à la gare de Boissy-Saint-Léger. Les lignes I et M sont respectivement prolongées jusqu'à l'arrêt Radio, à Villecresnes, et jusqu'au Centre commercial Eden de Servon. Enfin, la ligne BM voit sa fréquence ramenée d'un passage toutes les heures à un bus toutes les 30 minutes, aux heures creuses, et bénéficie d'un rééquilibrage de l'offre en matinée. En outre les lignes G1 et G2 ont été vraisemblablement supprimées à cette date, les lignes E et H reprenant la desserte.
Le 6 Janvier 2025, la ligne 4136 est mise en place pour relier la Gare de Brunoy à la Zone d'activité d'Épinay-Sous-Senart en tant que navette.

### Renumérotation et restructuration du réseau
Depuis le 3 mars 2025, le réseau de bus Val d'Yerres Val de Seine prendra en compte le nouveau principe de numérotation régional unique planifié par Île-de-France Mobilités afin de supprimer les doublons. Pour ce réseau, les lignes ont été séparées en 2 catégories : les lignes dites "régulières", que l'on retrouve entre 4110 et 4136, et les lignes dites "à vocation scolaire", allant de 4150 à 4162. Seule la ligne 9101 conserve son numéro en tant que ligne Express, selon le principe suivant : les deux premiers numéros sont ceux du département, ici "91" pour l'Essonne, et les deux derniers numéros sont utilisés pour indiquer le numéro de la ligne,.
La correspondance entre anciens et nouveaux numéros est la suivante :
| Ancien numéro            | Nouveau numéro |
| ------------------------ | -------------- |
| I                        | 4110           |
| C (Secteur Val d'Yerres) | 4111           |
| P                        | 4112           |
| B                        | 4113           |
| 12                       | 4114           |
| 14                       | 4114           |
| D (Secteur Val de Seine) | 4114           |
| F (Secteur Val de Seine) | 4114           |
| A (Secteur Val de Seine) | 4115           |
| H                        | 4115           |
| 16                       | 4116           |
| 17                       | 4117           |
| 18                       | 4118           |
| 19                       | 4118           |
| C (Secteur Val de Seine) | 4118           |
| BM                       | 4118           |
| F (Secteur Val d'Yerres) | 4119           |
| X                        | 4120           |
| 191-100                  | 4121           |
| 91-09                    | 4122           |
| Quincy Bus               | 4130           |
| F4                       | 4131           |
| M                        | 4132           |
| S                        | 4133           |
| A (Secteur Val d'Yerres) | 4134           |
| E (Secteur Val d'Yerres) | 4135           |
| 4136                     | 4136           |
| LP1                      | 4150           |
| LP2                      | 4151           |
| E1                       | 4152           |
| E2                       | 4153           |
| R1                       | 4154           |
| R2                       | 4155           |
| R3                       | 4156           |
| 17S                      | 4157           |
| D (Secteur Val d'Yerres) | 4158           |
| 501                      | 4159           |
| LM                       | 4160           |
| LM                       | 4161           |
| LM                       | 4162           |
| 91-01                    | 9101           |
| 13                       | Supprimées     |
| E (Secteur Val de Seine) | Supprimées     |
| Inter-Vals               | Supprimées     |
| R1A - R1B                | Supprimées     |
| RD                       | Supprimées     |
| La Navette               | Supprimées     |

#### Modifications
En date du 3 mars 2025, les lignes suivantes voient les modifications suivantes s'appliquer,:
- La ligne 4113 (ex-B) maintient son offre en heure de pointe avec un passage toutes les 15 minutes, et la création d'une offre en heure creuse avec un passage toutes les 30 minutes ainsi que la desserte de l'arrêt "Le Petit et Vergeat", avec une amplitude horaire élargie de 5h30 à 22h30;
- La ligne 4114 (ex-12, 14, Lignes D et F du Secteur Val de Seine), devient plus lisible du fait de la fusion de 4 lignes en 1 unique ligne, elle offre également une nouvelle liaison directe entre la Gare Routière Seine de Juvisy-sur-Orge et la Gare de Vigneux-sur-Seine via Draveil et Vigneux-sur-Seine. Elle propose une offre d'un passage toutes les 12 minutes en heure de pointe et toutes les 30 minutes en heure creuse et une amplitude horaire allant de 5h30 à 22h00;
- La ligne 4115 (ex-A du Secteur Val de Seine et Ligne H), résultat de la fusion des deux lignes citées, propose une plus attractive et simplifiée le Dimanche, avec un passage toutes les 30 minutes de 7h00 à 21h00;
- La ligne 4116 (ex-16) voit son itinéraire prolongé, depuis "Bergeries Saint-Hubert" à Draveil jusqu'à la Gare de Villeneuve-Saint-Georges, avec désormais une desserte du centre commercial Valdoly à Montgeron et, dans une moindre mesure, du Centre Hospitalier de Villeneuve-Saint-Georges. La ligne offre également une fréquence d'un passage toutes les 12 minutes en heure de pointe;
- La ligne 4118 (ex-18, 19, Ligne C du Secteur Val de Seine et Ligne BM) devient plus lisible du fait de la fusion de 4 lignes en 1 unique ligne, et offre une nouvelle liaison directe entre la Gare Routière Seine de Juvisy-sur-Orge et la Gare de Montgeron-Crosne via la gare de Vigneux-sur-Seine et le Centre Commercial Valdoly;
- La ligne 4120 (ex-X) voit son itinéraire prolongé, depuis l'arrêt "Bois Cerdon" à Quincy-sous-Sénart jusqu'à la Gare de Boissy-Saint-Léger, en préfiguration de la mise en service du Câble 1 et propose une nouvelle offre de desserte de la ville de Quincy-sous-Sénart et, en heure de pointe en extension jusqu'à la Gare de Boissy-Saint-Léger, avec un passage toutes les 30 minutes;
- La ligne à vocation scolaire LM se voit séparée en 3 lignes distinctes pour plus de lisibilité, de la manière suivante : la ligne 4160 reliera l'arrêt "Ermitage" situé à Draveil, au Lycée de Montgeron. La ligne 4161 reliera la Gare Routière Seine de Juvisy-sur-Orge au Lycée de Montgeron. La ligne 4162 reliera l'arrêt "Ermitage" situé à Draveil, au Collège Delacroix situé dans la même ville.
- Les lignes E (Vigneux-sur-Seine), 13, RD et Intervals sont supprimées, la desserte d'une grande partie des arrêts est reprise par les nouvelles lignes.

Du côté des Bus de Soirée, une nouvelle offre est proposée au départ de la Gare de Yerres à destination de Villecresnes avec la création du Bus de Soirée de Villecresnes. Cette nouvelle ligne de Soirée Villecresnes fonctionnera avec un passage toutes les 30 minutes de 21h00 à Minuit

## Lignes du réseau

### Lignes régulières

#### Lignes de 4110 à 4119
| Ligne | Caractéristiques | Caractéristiques | Caractéristiques | Caractéristiques | Caractéristiques | Caractéristiques | Caractéristiques | Caractéristiques | Caractéristiques |
| 4110  | Gare de Yerres ⥋ Villecresnes — Collège La Guinette / Radio | Gare de Yerres ⥋ Villecresnes — Collège La Guinette / Radio                                                                   | Gare de Yerres ⥋ Villecresnes — Collège La Guinette / Radio                                                                   | Gare de Yerres ⥋ Villecresnes — Collège La Guinette / Radio                                                                   | Gare de Yerres ⥋ Villecresnes — Collège La Guinette / Radio                                                                   | Gare de Yerres ⥋ Villecresnes — Collège La Guinette / Radio                                                                   | Gare de Yerres ⥋ Villecresnes — Collège La Guinette / Radio                                                                   | Gare de Yerres ⥋ Villecresnes — Collège La Guinette / Radio                                                                   | Gare de Yerres ⥋ Villecresnes — Collège La Guinette / Radio                                                                   |
| ----- | --- | --- | --- | --- | --- | --- | --- | --- | --- |
| 4110  | Ouverture / Fermeture — / — | Longueur — | Durée 15-25 min | Nb. d’arrêts 18 | Matériel Standards | Jours de fonctionnement L, Ma, Me, J, V, S, D                                                                                 | Jour / Soir / Nuit / Fêtes O / N / N / N                                                                                      | Voy. / an — | Dépôt Brunoy |
| 4110  | Desserte : - Villes et lieux desservis : Yerres et Villecresnes. - Gares desservies : Yerres (RER D). | | | | | | | | |
| 4110  | Autre : - Zones traversées : 4 - Arrêts non accessibles aux UFR : — - Amplitudes horaires : La ligne fonctionne du lundi au vendredi de 6 h 5 à 22 h 8, le samedi de 7 h 38 à 20 h 35 et le dimanche et jours fériés de 9 h 10 à 19 h 41. - Particularités : Il existe des services prolongés entre "Collège La Guinette" et "Radio" à Villecresnes, à raison d'un passage toutes les 30min le matin entre 6h30 et 8h00 et le soir de 17h09 à 20h52 et, entre 9h00 et 16h02, un passage par heure. - Date de dernière mise à jour : 27 février 2025. | | | | | | | | |
| 4110  | Dernière actualisation : — | | | | | | | | |
| 4111  | Épinay-sous-Sénart — Jean-Paul Sartre ⥋ Gare de Boussy-Saint-Antoine / Brunoy — Hautes Mardelles (en début et fin de service) | Épinay-sous-Sénart — Jean-Paul Sartre ⥋ Gare de Boussy-Saint-Antoine / Brunoy — Hautes Mardelles (en début et fin de service) | Épinay-sous-Sénart — Jean-Paul Sartre ⥋ Gare de Boussy-Saint-Antoine / Brunoy — Hautes Mardelles (en début et fin de service) | Épinay-sous-Sénart — Jean-Paul Sartre ⥋ Gare de Boussy-Saint-Antoine / Brunoy — Hautes Mardelles (en début et fin de service) | Épinay-sous-Sénart — Jean-Paul Sartre ⥋ Gare de Boussy-Saint-Antoine / Brunoy — Hautes Mardelles (en début et fin de service) | Épinay-sous-Sénart — Jean-Paul Sartre ⥋ Gare de Boussy-Saint-Antoine / Brunoy — Hautes Mardelles (en début et fin de service) | Épinay-sous-Sénart — Jean-Paul Sartre ⥋ Gare de Boussy-Saint-Antoine / Brunoy — Hautes Mardelles (en début et fin de service) | Épinay-sous-Sénart — Jean-Paul Sartre ⥋ Gare de Boussy-Saint-Antoine / Brunoy — Hautes Mardelles (en début et fin de service) | Épinay-sous-Sénart — Jean-Paul Sartre ⥋ Gare de Boussy-Saint-Antoine / Brunoy — Hautes Mardelles (en début et fin de service) |
| 4111  | Ouverture / Fermeture 3 septembre 2018 / — | Longueur — | Durée 20-40 min | Nb. d’arrêts 30 | Matériel Articulés et standards                                                                                               | Jours de fonctionnement L, Ma, Me, J, V, S, D                                                                                 | Jour / Soir / Nuit / Fêtes O / O / N / O                                                                                      | Voy. / an — | Dépôt Brunoy |
| 4111  | Desserte : - Villes et lieux desservis : Épinay-sous-Sénart, Brunoy, Villecresnes, Mandres-les-Roses et Boussy-Saint-Antoine - Gares desservies : Brunoy (RER D) et Boussy-Saint-Antoine (RER D). | | | | | | | | |
| 4111  | Autre : - Zone traversée : 5 - Arrêts non accessibles aux UFR : — - Amplitudes horaires : La ligne fonctionne du lundi au vendredi de 3 h 55 à 0 h 20, le samedi de 5 h 25 à 0 h 20 et les dimanches et fêtes à partir de 6 h 50. - Particularités : Les premiers et derniers services s'effectuent entre Épinay-sous-Sénart — Jean-Paul Sartre et Hautes Mardelles (vers Épinay-sous-Sénart) / Sablière (vers Brunoy). - Histoire : ligne née de la fusion des lignes C1, C2 et C3. - Date de dernière mise à jour : 10 mai 2025. | | | | | | | | |
| 4111  | Dernière actualisation : — | | | | | | | | |
| 4112  | Gare de Montgeron - Crosne ⥋ via La Forêt | Gare de Montgeron - Crosne ⥋ via La Forêt                                                                                     | Gare de Montgeron - Crosne ⥋ via La Forêt                                                                                     | Gare de Montgeron - Crosne ⥋ via La Forêt                                                                                     | Gare de Montgeron - Crosne ⥋ via La Forêt                                                                                     | Gare de Montgeron - Crosne ⥋ via La Forêt                                                                                     | Gare de Montgeron - Crosne ⥋ via La Forêt                                                                                     | Gare de Montgeron - Crosne ⥋ via La Forêt                                                                                     | Gare de Montgeron - Crosne ⥋ via La Forêt                                                                                     |
| 4112  | Ouverture / Fermeture — / — | Longueur — | Durée 10-15 min | Nb. d’arrêts 9 | Matériel Standards | Jours de fonctionnement L, Ma, Me, J, V, S, D                                                                                 | Jour / Soir / Nuit / Fêtes O / O / N / O                                                                                      | Voy. / an — | Dépôt Brunoy |
| 4112  | Desserte : - Ville et lieux desservis : Montgeron - Gare desservie : Montgeron - Crosne (RER D). | | | | | | | | |
| 4112  | Autre : - Zone traversée : 4 - Arrêts non accessibles aux UFR : — - Amplitudes horaires : La ligne fonctionne du lundi au vendredi de 5 h 38 à 22 h 35, le samedi de 6 h 21 à 20 h 8 et les dimanches et fêtes de 8 h 51 à 19 h 6. - Particularités : - Date de dernière mise à jour : 27 février 2025. | | | | | | | | |
| 4112  | Dernière actualisation : — | | | | | | | | |
| 4113  | Gare de Vigneux-sur-Seine ⥋ via Le Petit et Vergeat | Gare de Vigneux-sur-Seine ⥋ via Le Petit et Vergeat                                                                           | Gare de Vigneux-sur-Seine ⥋ via Le Petit et Vergeat                                                                           | Gare de Vigneux-sur-Seine ⥋ via Le Petit et Vergeat                                                                           | Gare de Vigneux-sur-Seine ⥋ via Le Petit et Vergeat                                                                           | Gare de Vigneux-sur-Seine ⥋ via Le Petit et Vergeat                                                                           | Gare de Vigneux-sur-Seine ⥋ via Le Petit et Vergeat                                                                           | Gare de Vigneux-sur-Seine ⥋ via Le Petit et Vergeat                                                                           | Gare de Vigneux-sur-Seine ⥋ via Le Petit et Vergeat                                                                           |
| 4113  | Ouverture / Fermeture — / — | Longueur — | Durée 20-25 min | Nb. d’arrêts 12 | Matériel Standards | Jours de fonctionnement L, Ma, Me, J, V, S                                                                                    | Jour / Soir / Nuit / Fêtes O / N / N / N                                                                                      | Voy. / an — | Dépôt Brunoy |
| 4113  | Desserte : - Villes et lieux desservis : Vigneux-sur-Seine et Montgeron - Gares desservies : Vigneux-sur-Seine (RER D). | | | | | | | | |
| 4113  | Autre : - Zones traversées : 4 et 5 - Arrêts non accessibles aux UFR : — - Amplitudes horaires : La ligne fonctionne du lundi au vendredi de 5 h 44 à 19 h 38 et le samedi de 7 h 45 à 19 h 45. - Date de dernière mise à jour : 27 février 2025. | | | | | | | | |
| 4113  | Dernière actualisation : — | | | | | | | | |
| 4114  | Juvisy Gare Routière Seine ⥋ Gare de Vigneux-sur-Seine | Juvisy Gare Routière Seine ⥋ Gare de Vigneux-sur-Seine                                                                        | Juvisy Gare Routière Seine ⥋ Gare de Vigneux-sur-Seine                                                                        | Juvisy Gare Routière Seine ⥋ Gare de Vigneux-sur-Seine                                                                        | Juvisy Gare Routière Seine ⥋ Gare de Vigneux-sur-Seine                                                                        | Juvisy Gare Routière Seine ⥋ Gare de Vigneux-sur-Seine                                                                        | Juvisy Gare Routière Seine ⥋ Gare de Vigneux-sur-Seine                                                                        | Juvisy Gare Routière Seine ⥋ Gare de Vigneux-sur-Seine                                                                        | Juvisy Gare Routière Seine ⥋ Gare de Vigneux-sur-Seine                                                                        |
| 4114  | Ouverture / Fermeture — / — | Longueur — | Durée 35-40 min | Nb. d’arrêts 29 | Matériel Standards | Jours de fonctionnement L, Ma, Me, J, V, S, D                                                                                 | Jour / Soir / Nuit / Fêtes O / O / N / O                                                                                      | Voy. / an — | Dépôt Draveil |
| 4114  | Desserte : - Villes et lieux desservis : Juvisy-sur-Orge, Draveil et Vigneux-sur-Seine - Gares desservies : Juvisy (RER C et RER D) et Vigneux-sur-Seine (RER D). | | | | | | | | |
| 4114  | Autre : - Zone traversée : 4 - Arrêts non accessibles aux UFR : — - Amplitudes horaires : La ligne fonctionne du lundi au vendredi de 5 h 30 à 22 h 0, avec un passage toutes les 12min de 6h25 à 8h41 le matin et le soir de 16h42 à 19h30 puis, en heure creuse avec un passage toutes les 30min, le samedi de 5 h 30 à 22 h 0 avec un passage toutes les 30min, et le dimanche de 7 h 0 à 22 h 0 avec un passage toutes les 30min. - Date de dernière mise à jour : 27 février 2025. | | | | | | | | |
| 4114  | Dernière actualisation : — | | | | | | | | |
| 4115  | Gare de Vigneux-sur-Seine ⥋ Gare de Villeneuve-Saint-Georges | Gare de Vigneux-sur-Seine ⥋ Gare de Villeneuve-Saint-Georges                                                                  | Gare de Vigneux-sur-Seine ⥋ Gare de Villeneuve-Saint-Georges                                                                  | Gare de Vigneux-sur-Seine ⥋ Gare de Villeneuve-Saint-Georges                                                                  | Gare de Vigneux-sur-Seine ⥋ Gare de Villeneuve-Saint-Georges                                                                  | Gare de Vigneux-sur-Seine ⥋ Gare de Villeneuve-Saint-Georges                                                                  | Gare de Vigneux-sur-Seine ⥋ Gare de Villeneuve-Saint-Georges                                                                  | Gare de Vigneux-sur-Seine ⥋ Gare de Villeneuve-Saint-Georges                                                                  | Gare de Vigneux-sur-Seine ⥋ Gare de Villeneuve-Saint-Georges                                                                  |
| 4115  | Ouverture / Fermeture — / — | Longueur — | Durée 40-50 min | Nb. d’arrêts 37 | Matériel Standards | Jours de fonctionnement L, Ma, Me, J, V, S, D                                                                                 | Jour / Soir / Nuit / Fêtes O / O / N / N                                                                                      | Voy. / an — | Dépôt Brunoy |
| 4115  | Desserte : - Villes et lieux desservis : Vigneux-sur-Seine, Draveil, Montgeron, Crosne et Villeneuve-Saint-Georges. - Gares desservies : Vigneux-sur-Seine (RER D), Montgeron - Crosne (RER D) et Villeneuve-Saint-Georges (RER D). | | | | | | | | |
| 4115  | Autre : - Zone traversée : 4 - Arrêts non accessibles aux UFR : — - Amplitudes horaires : La ligne fonctionne du lundi au vendredi de 6 h 19 à 21 h 0, le samedi de 6 h 30 à 21 h 0, et le dimanche de 7 h 0 à 21 h 0. - Date de dernière mise à jour : 27 février 2025. | | | | | | | | |
| 4115  | Dernière actualisation : — | | | | | | | | |
| 4116  | Juvisy Gare Routière Seine ⥋ Gare de Villeneuve-Saint-Georges / Villeneuve-Saint-Georges — Centre Hospitalier | Juvisy Gare Routière Seine ⥋ Gare de Villeneuve-Saint-Georges / Villeneuve-Saint-Georges — Centre Hospitalier                 | Juvisy Gare Routière Seine ⥋ Gare de Villeneuve-Saint-Georges / Villeneuve-Saint-Georges — Centre Hospitalier                 | Juvisy Gare Routière Seine ⥋ Gare de Villeneuve-Saint-Georges / Villeneuve-Saint-Georges — Centre Hospitalier                 | Juvisy Gare Routière Seine ⥋ Gare de Villeneuve-Saint-Georges / Villeneuve-Saint-Georges — Centre Hospitalier                 | Juvisy Gare Routière Seine ⥋ Gare de Villeneuve-Saint-Georges / Villeneuve-Saint-Georges — Centre Hospitalier                 | Juvisy Gare Routière Seine ⥋ Gare de Villeneuve-Saint-Georges / Villeneuve-Saint-Georges — Centre Hospitalier                 | Juvisy Gare Routière Seine ⥋ Gare de Villeneuve-Saint-Georges / Villeneuve-Saint-Georges — Centre Hospitalier                 | Juvisy Gare Routière Seine ⥋ Gare de Villeneuve-Saint-Georges / Villeneuve-Saint-Georges — Centre Hospitalier                 |
| 4116  | Ouverture / Fermeture — / — | Longueur — | Durée 45-50 min | Nb. d’arrêts 29 | Matériel Standards | Jours de fonctionnement L, Ma, Me, J, V, S, D                                                                                 | Jour / Soir / Nuit / Fêtes O / O / N / O                                                                                      | Voy. / an — | Dépôt — |
| 4116  | Desserte : - Villes et lieux desservis : Juvisy-sur-Orge, Draveil, Vigneux-sur-Seine, Montgeron, Crosne et Villeneuve-Saint-Georges. - Gares desservies : Juvisy (RER C et RER D) et Villeneuve-Saint-Georges (RER D). | | | | | | | | |
| 4116  | Autre : - Zone traversée : 4 - Arrêts non accessibles aux UFR : — - Amplitudes horaires : La ligne fonctionne du lundi au vendredi de 5 h 30 à 22 h 0, avec un passage toutes les 12min entre 6h30 et 9h05 le matin, entre 16h30 et 19h30 le soir, et toutes les 30min en heure creuse, le samedi de 5 h 30 à 22 h 0, avec un passage toutes les 30min toute la journée, et le dimanche de 7 h 0 à 22 h 0 avec un passage toutes les 30min. - Particularités : Il existe des services prolongés entre la Gare de Villeneuve-Saint-Georges et le Centre Hospitalier situé dans la même ville, à raison d'un passage par heure toute la journée, du Lundi au Dimanche. - Date de dernière mise à jour : 27 février 2025. | | | | | | | | |
| 4116  | Dernière actualisation : — | | | | | | | | |
| 4117  | Juvisy Gare Routière Seine ⥋ Draveil — Hôpital Joffre | Juvisy Gare Routière Seine ⥋ Draveil — Hôpital Joffre                                                                         | Juvisy Gare Routière Seine ⥋ Draveil — Hôpital Joffre                                                                         | Juvisy Gare Routière Seine ⥋ Draveil — Hôpital Joffre                                                                         | Juvisy Gare Routière Seine ⥋ Draveil — Hôpital Joffre                                                                         | Juvisy Gare Routière Seine ⥋ Draveil — Hôpital Joffre                                                                         | Juvisy Gare Routière Seine ⥋ Draveil — Hôpital Joffre                                                                         | Juvisy Gare Routière Seine ⥋ Draveil — Hôpital Joffre                                                                         | Juvisy Gare Routière Seine ⥋ Draveil — Hôpital Joffre                                                                         |
| 4117  | Ouverture / Fermeture — / — | Longueur — | Durée 15 min | Nb. d’arrêts 13 | Matériel Standards | Jours de fonctionnement L, Ma, Me, J, V, S                                                                                    | Jour / Soir / Nuit / Fêtes O / O / N / N                                                                                      | Voy. / an — | Dépôt — |
| 4117  | Desserte : - Villes et lieux desservis : Juvisy-sur-Orge et Draveil - Gare desservie : Juvisy (RER C et RER D). | | | | | | | | |
| 4117  | Autre : - Zones traversées : 4 et 5 - Arrêts non accessibles aux UFR : — - Amplitudes horaires : La ligne fonctionne du lundi au vendredi de 6 h 14 à 22 h 5, avec un passage toutes les 20min entre 7h14 et 8h14 le matin, entre 17h05 et 22h05 le soir, et toutes les 30min en heure creuse, et le samedi de 6 h 0 à 22 h 0, avec un passage toutes les 40min toute la journée. - Date de dernière mise à jour : 27 février 2025. | | | | | | | | |
| 4117  | Dernière actualisation : — | | | | | | | | |
| 4118  | Juvisy Gare Routière Seine ⥋ Gare de Montgeron - Crosne | Juvisy Gare Routière Seine ⥋ Gare de Montgeron - Crosne                                                                       | Juvisy Gare Routière Seine ⥋ Gare de Montgeron - Crosne                                                                       | Juvisy Gare Routière Seine ⥋ Gare de Montgeron - Crosne                                                                       | Juvisy Gare Routière Seine ⥋ Gare de Montgeron - Crosne                                                                       | Juvisy Gare Routière Seine ⥋ Gare de Montgeron - Crosne                                                                       | Juvisy Gare Routière Seine ⥋ Gare de Montgeron - Crosne                                                                       | Juvisy Gare Routière Seine ⥋ Gare de Montgeron - Crosne                                                                       | Juvisy Gare Routière Seine ⥋ Gare de Montgeron - Crosne                                                                       |
| 4118  | Ouverture / Fermeture — / — | Longueur — | Durée 45-50 min | Nb. d’arrêts 33 | Matériel — | Jours de fonctionnement L, Ma, Me, J, V, S, D                                                                                 | Jour / Soir / Nuit / Fêtes O / O / N / O                                                                                      | Voy. / an — | Dépôt — |
| 4118  | Desserte : - Villes et lieux desservis : Juvisy-sur-Orge, Draveil, Vigneux-sur-Seine et Montgeron. - Gares desservies : Juvisy (RER C et RER D), Vigneux-sur-Seine (RER D) et Montgeron - Crosne (RER D). | | | | | | | | |
| 4118  | Autre : - Zones traversées : 4 et 5 - Arrêts non accessibles aux UFR : — - Amplitudes horaires : La ligne fonctionne du lundi au vendredi de 5 h 30 à 22 h 0, avec un passage toutes les 15min entre 6h30 et 9h00 le matin, entre 16h30 et 19h30 le soir, et toutes les 30min en heure creuse, le samedi de 5 h 30 à 22 h 0, avec un passage toutes les 30min toute la journée, et le dimanche de 7 h 0 à 22 h 0, avec un passage toutes les 30min toute la journée. - Date de dernière mise à jour : 27 février 2025. | | | | | | | | |
| 4118  | Dernière actualisation : — | | | | | | | | |
| 4119  | Yerres — Rond-Point Pasteur ⥋ Yerres — Grosbois | Yerres — Rond-Point Pasteur ⥋ Yerres — Grosbois                                                                               | Yerres — Rond-Point Pasteur ⥋ Yerres — Grosbois                                                                               | Yerres — Rond-Point Pasteur ⥋ Yerres — Grosbois                                                                               | Yerres — Rond-Point Pasteur ⥋ Yerres — Grosbois                                                                               | Yerres — Rond-Point Pasteur ⥋ Yerres — Grosbois                                                                               | Yerres — Rond-Point Pasteur ⥋ Yerres — Grosbois                                                                               | Yerres — Rond-Point Pasteur ⥋ Yerres — Grosbois                                                                               | Yerres — Rond-Point Pasteur ⥋ Yerres — Grosbois                                                                               |
| 4119  | Ouverture / Fermeture — / — | Longueur — | Durée 25 min | Nb. d’arrêts 24 | Matériel — | Jours de fonctionnement L, Ma, Me, J, V, S                                                                                    | Jour / Soir / Nuit / Fêtes O / O / N / N                                                                                      | Voy. / an — | Dépôt — |
| 4119  | Desserte : - Ville et lieux desservis : Yerres. - Gares desservies : Yerres (RER D). | | | | | | | | |
| 4119  | Autre : - Zone traversée : 4 - Arrêts non accessibles aux UFR : — - Amplitudes horaires : La ligne fonctionne du lundi au vendredi de 6 h 5 à 8 h 58 et de 15 h 59 à 21 h 8, avec un passage toutes les 7min de 6h36 à 8h15 le matin et de 17h19 à 19h30, et le samedi de 7 h 36 à 9 h 21 et de 16 h 0 à 20 h 24. - Date de dernière mise à jour : 27 février 2025. | | | | | | | | |
| 4119  | Dernière actualisation : — | | | | | | | | |

#### Lignes de 4130 à 4139
| Ligne | Caractéristiques | Caractéristiques | Caractéristiques | Caractéristiques | Caractéristiques | Caractéristiques | Caractéristiques | Caractéristiques | Caractéristiques |
| 4130  | Gare de Boussy-Saint-Antoine ⥋ via Henri Chasles | Gare de Boussy-Saint-Antoine ⥋ via Henri Chasles | Gare de Boussy-Saint-Antoine ⥋ via Henri Chasles | Gare de Boussy-Saint-Antoine ⥋ via Henri Chasles | Gare de Boussy-Saint-Antoine ⥋ via Henri Chasles | Gare de Boussy-Saint-Antoine ⥋ via Henri Chasles | Gare de Boussy-Saint-Antoine ⥋ via Henri Chasles | Gare de Boussy-Saint-Antoine ⥋ via Henri Chasles | Gare de Boussy-Saint-Antoine ⥋ via Henri Chasles |
| ----- | --- | --- | --- | --- | --- | --- | --- | --- | --- |
| 4130  | Ouverture / Fermeture — / — | Longueur — | Durée 12 min | Nb. d’arrêts 8 | Matériel — | Jours de fonctionnement L, Ma, Me, J, V, S | Jour / Soir / Nuit / Fêtes O / O / N / N | Voy. / an — | Dépôt — |
| 4130  | Desserte : - Villes et lieux desservis : Boussy-Saint-Antoine et Quincy-sous-Sénart - Gare desservie : Boussy-Saint-Antoine (RER D) | | | | | | | | |
| 4130  | Autre : - Zones traversées : 5 - Arrêts non accessibles aux UFR : - Amplitudes horaires : La ligne fonctionne en période scolaire du lundi au vendredi de 6 h 32 à 21 h 34, avec un passage toutes les 15min de 6h32 à 9h17 le matin, de 16h34 à 20h04 le soir, et un passage toutes les 30min en heure creuse, et le samedi de 7 h 48 à 9 h 18 puis de 11 h 42 à 13 h 12 avec un passage toutes les 30min. - Date de dernière mise à jour : 28 février 2025. | | | | | | | | |
| 4130  | Dernière actualisation : — | | | | | | | | |
| 4131  | Yerres — Rond-Point Pasteur ⥋ Yerres — Grosbois | Yerres — Rond-Point Pasteur ⥋ Yerres — Grosbois | Yerres — Rond-Point Pasteur ⥋ Yerres — Grosbois | Yerres — Rond-Point Pasteur ⥋ Yerres — Grosbois | Yerres — Rond-Point Pasteur ⥋ Yerres — Grosbois | Yerres — Rond-Point Pasteur ⥋ Yerres — Grosbois | Yerres — Rond-Point Pasteur ⥋ Yerres — Grosbois | Yerres — Rond-Point Pasteur ⥋ Yerres — Grosbois | Yerres — Rond-Point Pasteur ⥋ Yerres — Grosbois |
| 4131  | Ouverture / Fermeture — / — | Longueur — | Durée 30-35 min | Nb. d’arrêts 33 | Matériel — | Jours de fonctionnement L, Ma, Me, J, V, S, D | Jour / Soir / Nuit / Fêtes O / N / N / O | Voy. / an — | Dépôt — |
| 4131  | Desserte : - Ville et lieux desservis : Yerres. - Gare desservie : Yerres (RER D). | | | | | | | | |
| 4131  | Autre : - Zone traversée : 4 - Arrêts non accessibles aux UFR : — - Amplitudes horaires : La ligne fonctionne du lundi au vendredi de 9 h 9 à 16 h 9, avec un passage toutes les 30min, le samedi de 9 h 9 à 16 h 9, avec un passage toutes les 30min, et le dimanche 9 h 17 à 19 h 50, avec un passage par heure. - Particularités : Les arrêts "Guillaume Budé", "Germaine", "Sécurité Sociale", "Louis Armand", "Léthumière", "Poste" et "Sablière" sont desservis uniquement en direction de Grosbois. Les arrêts "Dames", "Rue de la Grange", "Cimetière", "C.E.C", "Brossolette", "Brun", "Emile" et "Corneille" sont desservis uniquement en direction de Rond-Point Pasteur. - Date de dernière mise à jour : 1er mars 2025. | | | | | | | | |
| 4131  | Dernière actualisation : — | | | | | | | | |
| 4132  | Gare de Brunoy ⥋ Brunoy — Aquitaine (souligner\|desservi tous les jours de la semaine) / Mandres-les-Roses — Prince de Wagram ou ZA Perdrix ou Servon — Eden (souligner\|en heure de pointe uniquement) | Gare de Brunoy ⥋ Brunoy — Aquitaine (souligner\|desservi tous les jours de la semaine) / Mandres-les-Roses — Prince de Wagram ou ZA Perdrix ou Servon — Eden (souligner\|en heure de pointe uniquement)                                                   | Gare de Brunoy ⥋ Brunoy — Aquitaine (souligner\|desservi tous les jours de la semaine) / Mandres-les-Roses — Prince de Wagram ou ZA Perdrix ou Servon — Eden (souligner\|en heure de pointe uniquement)                                                   | Gare de Brunoy ⥋ Brunoy — Aquitaine (souligner\|desservi tous les jours de la semaine) / Mandres-les-Roses — Prince de Wagram ou ZA Perdrix ou Servon — Eden (souligner\|en heure de pointe uniquement)                                                   | Gare de Brunoy ⥋ Brunoy — Aquitaine (souligner\|desservi tous les jours de la semaine) / Mandres-les-Roses — Prince de Wagram ou ZA Perdrix ou Servon — Eden (souligner\|en heure de pointe uniquement)                                                   | Gare de Brunoy ⥋ Brunoy — Aquitaine (souligner\|desservi tous les jours de la semaine) / Mandres-les-Roses — Prince de Wagram ou ZA Perdrix ou Servon — Eden (souligner\|en heure de pointe uniquement)                                                   | Gare de Brunoy ⥋ Brunoy — Aquitaine (souligner\|desservi tous les jours de la semaine) / Mandres-les-Roses — Prince de Wagram ou ZA Perdrix ou Servon — Eden (souligner\|en heure de pointe uniquement)                                                   | Gare de Brunoy ⥋ Brunoy — Aquitaine (souligner\|desservi tous les jours de la semaine) / Mandres-les-Roses — Prince de Wagram ou ZA Perdrix ou Servon — Eden (souligner\|en heure de pointe uniquement)                                                   | Gare de Brunoy ⥋ Brunoy — Aquitaine (souligner\|desservi tous les jours de la semaine) / Mandres-les-Roses — Prince de Wagram ou ZA Perdrix ou Servon — Eden (souligner\|en heure de pointe uniquement)                                                   |
| 4132  | Ouverture / Fermeture — / — | Longueur — | Durée 10-30 min | Nb. d’arrêts 31 | Matériel — | Jours de fonctionnement L, Ma, Me, J, V, S, D | Jour / Soir / Nuit / Fêtes O / O / N / O | Voy. / an — | Dépôt — |
| 4132  | Desserte : - Villes et lieux desservis : Brunoy, Mandres-les-Roses, Santeny et Servon. - Gare desservie : Brunoy (RER D). | | | | | | | | |
| 4132  | Autre : - Zone traversée : 4 - Arrêts non accessibles aux UFR : — - Amplitudes horaires : La ligne fonctionne du lundi au vendredi de 5 h 50 à 21 h 50, avec un passage toutes les 10-20min entre 5h50 et 9h37 le matin, entre 17h38 et 19h44 le soir, et un passage toutes les 30-35min en heure creuse, le samedi entre 6 h 47 et 21 h 37, avec un passage toutes les 30min, et le dimanche entre 8 h 35 et 20 h 3 avec un passage par heure. - Particularités : Du lundi au vendredi uniquement, aux heures de pointe du matin et du soir, la ligne effectue des services prolongés entre l'arrêt "Aquitaine" situé à Brunoy et les arrêts "Prince de Wagram" et "ZA Perdrix" à Mandres-les-Roses, ainsi que jusqu'à l'arrêt "Eden" situé à Servon. - Date de dernière mise à jour : 1er mars 2025. | | | | | | | | |
| 4132  | Dernière actualisation : — | | | | | | | | |
| 4133  | Gare de Boussy-Saint-Antoine / Boussy-Saint-Antoine — Collège Dunoyer de Segonzac (en période scolaire uniquement) ⥋ Gare de Combs-la-Ville - Quincy / Varennes-Jarcy — Stade (le samedi matin uniquement) ou Libération (en période scolaire uniquement) | Gare de Boussy-Saint-Antoine / Boussy-Saint-Antoine — Collège Dunoyer de Segonzac (en période scolaire uniquement) ⥋ Gare de Combs-la-Ville - Quincy / Varennes-Jarcy — Stade (le samedi matin uniquement) ou Libération (en période scolaire uniquement) | Gare de Boussy-Saint-Antoine / Boussy-Saint-Antoine — Collège Dunoyer de Segonzac (en période scolaire uniquement) ⥋ Gare de Combs-la-Ville - Quincy / Varennes-Jarcy — Stade (le samedi matin uniquement) ou Libération (en période scolaire uniquement) | Gare de Boussy-Saint-Antoine / Boussy-Saint-Antoine — Collège Dunoyer de Segonzac (en période scolaire uniquement) ⥋ Gare de Combs-la-Ville - Quincy / Varennes-Jarcy — Stade (le samedi matin uniquement) ou Libération (en période scolaire uniquement) | Gare de Boussy-Saint-Antoine / Boussy-Saint-Antoine — Collège Dunoyer de Segonzac (en période scolaire uniquement) ⥋ Gare de Combs-la-Ville - Quincy / Varennes-Jarcy — Stade (le samedi matin uniquement) ou Libération (en période scolaire uniquement) | Gare de Boussy-Saint-Antoine / Boussy-Saint-Antoine — Collège Dunoyer de Segonzac (en période scolaire uniquement) ⥋ Gare de Combs-la-Ville - Quincy / Varennes-Jarcy — Stade (le samedi matin uniquement) ou Libération (en période scolaire uniquement) | Gare de Boussy-Saint-Antoine / Boussy-Saint-Antoine — Collège Dunoyer de Segonzac (en période scolaire uniquement) ⥋ Gare de Combs-la-Ville - Quincy / Varennes-Jarcy — Stade (le samedi matin uniquement) ou Libération (en période scolaire uniquement) | Gare de Boussy-Saint-Antoine / Boussy-Saint-Antoine — Collège Dunoyer de Segonzac (en période scolaire uniquement) ⥋ Gare de Combs-la-Ville - Quincy / Varennes-Jarcy — Stade (le samedi matin uniquement) ou Libération (en période scolaire uniquement) | Gare de Boussy-Saint-Antoine / Boussy-Saint-Antoine — Collège Dunoyer de Segonzac (en période scolaire uniquement) ⥋ Gare de Combs-la-Ville - Quincy / Varennes-Jarcy — Stade (le samedi matin uniquement) ou Libération (en période scolaire uniquement) |
| 4133  | Ouverture / Fermeture — / — | Longueur — | Durée 20-25 min | Nb. d’arrêts 30 | Matériel — | Jours de fonctionnement L, Ma, Me, J, V, S | Jour / Soir / Nuit / Fêtes O / N / N / N | Voy. / an — | Dépôt — |
| 4133  | Desserte : - Villes et lieux desservis : Boussy-Saint-Antoine, Mandres-les-Roses, Périgny, Varennes-Jarcy et Combs-la-Ville - Gares desservies : Boussy-Saint-Antoine (RER D) et Combs-la-Ville - Quincy (RER D). | | | | | | | | |
| 4133  | Autre : - Zone traversée : 5 - Arrêts non accessibles aux UFR : — - Amplitudes horaires : La ligne fonctionne du lundi au vendredi de 5 h 57 à 19 h 59, avec un passage toutes les 15min de 6h20 à 7h50 le matin, de 17h28 à 18h59 le soir, puis un passage toutes les 30min de 7h50 à 8h51 le matin, de 18h58 à 19h59 le soir, puis un passage toutes les 2h de 10h15 à 14h16 et un passage par heure de 14h58 à 16h59, et le samedi de 9 h 48 à 19 h 11, avec un passage toutes les 1h30. - Particularités : Du Lundi au Vendredi : - La première course de 5h57 en direction de la gare de Combs-la-Ville - Quincy et celle de 6h03 en direction de la gare de Boussy-Saint-Antoine sont au départ de l'arrêt "Eglise" à Périgny; - En direction de la gare de Combs-la-Ville - Quincy : les arrêts "Bel-Air", "Croix de Jarcy" et "Boieldieu" situés à Varennes-Jercy sont desservis uniquement le matin; - En direction de la gare de Boussy-Saint-Antoine : l'arrêt "Rue de Mandres" à Varennes-Jarcy n'est desservi que le matin, et les arrêts "Bel-Air", "Croix de Jarcy" et "Boieldieu" situés à Varennes-Jercy sont desservis uniquement l'après-midi et le soir; - Le samedi matin : la ligne circule uniquement entre l'arrêt "Stade" à Varennes-Jarcy et la gare de Boussy-Saint-Antoine via l'arrêt "Croix de Jarcy"; - En période scolaire, le matin uniquement : en direction de "Collège Dunoyer de Segonzac", les arrêts entre "La Plaine" à Périgny et "Menhir", ainsi que l'arrêt "Centre Commercial" situés à Boussy-Saint-Antoine ne sont desservis que par les 2 courses de 7h40 et 8h40 au départ de "Libération" à Varennes-Jarcy, la course de 7h46 au départ de la gare de Combs-la-Ville - Quincy reprends le parcours régulier via l'arrêt "Moulin Neuf" à Boussy-Saint-Antoine; - En période scolaire, l'après-midi uniquement : en direction de "Libération", l'arrêt "Centre Commercial" à Boussy-Saint-Antoine puis les arrêts entre "Menhir" et "La Plaine" à Périgny ne sont desservis que par les 3 courses de 12h40, 16h25 et 17h15 en direction de "Libération". - Date de dernière mise à jour : 1er mars 2025. | | | | | | | | |
| 4133  | Dernière actualisation : — | | | | | | | | |
| 4134  | Choisy-le-Roi — Pont TVM ⥋ Brunoy — Pyramide | Choisy-le-Roi — Pont TVM ⥋ Brunoy — Pyramide | Choisy-le-Roi — Pont TVM ⥋ Brunoy — Pyramide | Choisy-le-Roi — Pont TVM ⥋ Brunoy — Pyramide | Choisy-le-Roi — Pont TVM ⥋ Brunoy — Pyramide | Choisy-le-Roi — Pont TVM ⥋ Brunoy — Pyramide | Choisy-le-Roi — Pont TVM ⥋ Brunoy — Pyramide | Choisy-le-Roi — Pont TVM ⥋ Brunoy — Pyramide | Choisy-le-Roi — Pont TVM ⥋ Brunoy — Pyramide |
| 4134  | Ouverture / Fermeture — / — | Longueur — | Durée 40-60 min | Nb. d’arrêts 30 | Matériel — | Jours de fonctionnement L, Ma, Me, J, V, S, D | Jour / Soir / Nuit / Fêtes O / O / N / O | Voy. / an — | Dépôt — |
| 4134  | Desserte : - Villes et lieux desservis : Choisy-le-Roi, Villeneuve-Saint-Georges, Montgeron, Yerres et Brunoy - Gares desservies : Villeneuve Triage (RER D) et Villeneuve-Saint-Georges (RER D) | | | | | | | | |
| 4134  | Autre : - Zones traversées : 3 à 5 - Arrêts non accessibles aux UFR : — - Amplitudes horaires : La ligne fonctionne du lundi au vendredi de 5 h 10 à 22 h 6, avec un passage toutes les 20-30min de 6h19 à 10h34 le matin, de 14h00 à 21h10 l'après-midi et le soir, et un passage par heure en heure creuse, le samedi de 5 h 35 à 21 h 20, avec un passage toutes les 30min, et le dimanche 8 h 0 à 20 h 57, avec un passage par heure. - Particularités : - Du lundi au vendredi le matin, en direction de "Pyramide" à Brunoy, les 2 premières courses sont au départ de la gare de Villeneuve-Saint-Georges, de même que pour la dernière. - Du lundi au vendredi le matin, en direction de "Pont TVM" à Choisy-le-Roi, la course de 6h45 s'effectue au départ de la gare routière de Villeneuve-Saint-Georges, de même pour les 2 dernières courses le soir. - Le samedi, en direction de "Pyramide" à Brunoy, la course de 12h16 s'effectue au départ de la gare de Villeneuve-Saint-Georges. - Le samedi, en direction de "Pont TVM" à Choisy-le-Roi, la course de 13h10 effectue son terminus à la gare routière de Villeneuve-Saint-Georges. - Date de dernière mise à jour : 1er mars 2025. | | | | | | | | |
| 4134  | Dernière actualisation : — | | | | | | | | |
| 4135  | Gare de Villeneuve-Saint-Georges ⥋ Gare de Brunoy | Gare de Villeneuve-Saint-Georges ⥋ Gare de Brunoy | Gare de Villeneuve-Saint-Georges ⥋ Gare de Brunoy | Gare de Villeneuve-Saint-Georges ⥋ Gare de Brunoy | Gare de Villeneuve-Saint-Georges ⥋ Gare de Brunoy | Gare de Villeneuve-Saint-Georges ⥋ Gare de Brunoy | Gare de Villeneuve-Saint-Georges ⥋ Gare de Brunoy | Gare de Villeneuve-Saint-Georges ⥋ Gare de Brunoy | Gare de Villeneuve-Saint-Georges ⥋ Gare de Brunoy |
| 4135  | Ouverture / Fermeture — / — | Longueur — | Durée 40-50 min | Nb. d’arrêts 22 | Matériel — | Jours de fonctionnement L, Ma, Me, J, V, S | Jour / Soir / Nuit / Fêtes O / O / N / N | Voy. / an — | Dépôt — |
| 4135  | Desserte : - Villes et lieux desservis : Villeneuve-Saint-Georges, Crosne, Montgeron, Yerres et Brunoy - Gares desservies : Villeneuve-Saint-Georges (RER D), Montgeron - Crosne (RER D) et Brunoy (RER D). | | | | | | | | |
| 4135  | Autre : - Zones traversées : 4 à 5 - Arrêts non accessibles aux UFR : — - Amplitudes horaires : La ligne fonctionne du lundi au vendredi de 5 h 40 à 20 h 50, avec un passage toutes les 15min de 5h40 à 9h04 le matin, de 16h11 à 19h27 le soir, et un passage toutes les 30min en heure creuse, et le samedi de 7 h 45 à 19 h 0, avec un passage toutes les 45min. - Date de dernière mise à jour : 1er mars 2025. | | | | | | | | |
| 4135  | Dernière actualisation : — | | | | | | | | |
| 4136  | Gare de Brunoy ⥋ Epinay-sous-Sénart — ZA de la Forêt | Gare de Brunoy ⥋ Epinay-sous-Sénart — ZA de la Forêt | Gare de Brunoy ⥋ Epinay-sous-Sénart — ZA de la Forêt | Gare de Brunoy ⥋ Epinay-sous-Sénart — ZA de la Forêt | Gare de Brunoy ⥋ Epinay-sous-Sénart — ZA de la Forêt | Gare de Brunoy ⥋ Epinay-sous-Sénart — ZA de la Forêt | Gare de Brunoy ⥋ Epinay-sous-Sénart — ZA de la Forêt | Gare de Brunoy ⥋ Epinay-sous-Sénart — ZA de la Forêt | Gare de Brunoy ⥋ Epinay-sous-Sénart — ZA de la Forêt |
| 4136  | Ouverture / Fermeture 2 janvier 2025 / — | Longueur — | Durée 10 min | Nb. d’arrêts 2 | Matériel — | Jours de fonctionnement L, Ma, Me, J, V | Jour / Soir / Nuit / Fêtes O / N / N / N | Voy. / an — | Dépôt — |
| 4136  | Desserte : - Villes et lieux desservis : Brunoy et Epinay-sous-Sénart - Gare desservie : Brunoy (RER D) | | | | | | | | |
| 4136  | Autre : - Zone traversée : 5 - Arrêts non accessibles aux UFR : — - Amplitudes horaires : La ligne fonctionne du lundi au vendredi avec : - 4 départs depuis la gare de Brunoy à : 4h40, 5h55, 8h10 et 12h55; - 4 départ depuis la ZA de la Forêt à : 13h40, 17h40, 18h10 et 20h25. - Date de dernière mise à jour : 1er mars 2025. | | | | | | | | |
| 4136  | Dernière actualisation : — | | | | | | | | |

### Lignes à vocation scolaire

#### Lignes de 4150 à 4159
| Ligne | Caractéristiques | Caractéristiques | Caractéristiques | Caractéristiques | Caractéristiques | Caractéristiques | Caractéristiques | Caractéristiques | Caractéristiques |
| 4150  | Gare de Vigneux-sur-Seine ⥋ Draveil — Lycée Professionnel Nadar Aqua Sénart | Gare de Vigneux-sur-Seine ⥋ Draveil — Lycée Professionnel Nadar Aqua Sénart                                                                       | Gare de Vigneux-sur-Seine ⥋ Draveil — Lycée Professionnel Nadar Aqua Sénart                                                                       | Gare de Vigneux-sur-Seine ⥋ Draveil — Lycée Professionnel Nadar Aqua Sénart                                                                       | Gare de Vigneux-sur-Seine ⥋ Draveil — Lycée Professionnel Nadar Aqua Sénart                                                                       | Gare de Vigneux-sur-Seine ⥋ Draveil — Lycée Professionnel Nadar Aqua Sénart                                                                       | Gare de Vigneux-sur-Seine ⥋ Draveil — Lycée Professionnel Nadar Aqua Sénart                                                                       | Gare de Vigneux-sur-Seine ⥋ Draveil — Lycée Professionnel Nadar Aqua Sénart                                                                       | Gare de Vigneux-sur-Seine ⥋ Draveil — Lycée Professionnel Nadar Aqua Sénart                                                                       |
| ----- | --- | --- | --- | --- | --- | --- | --- | --- | --- |
| 4150  | Ouverture / Fermeture — / — | Longueur — | Durée 20 min | Nb. d’arrêts 12 | Matériel — | Jours de fonctionnement L, Ma, Me, J, V, S | Jour / Soir / Nuit / Fêtes O / N / N / N | Voy. / an — | Dépôt — |
| 4150  | Desserte : - Villes et lieux desservis : Vigneux-sur-Seine, Montgeron et Draveil - Gare desservie : Vigneux-sur-Seine | | | | | | | | |
| 4150  | Autre : - Zones traversées : 4 - Arrêts non accessibles aux UFR : - Amplitudes horaires du lundi au vendredi : - En direction du Lycée Professionnel Nadar Aqua Sénart : Un départ à 7h55 en période scolaire uniquement, puis 4 autres départs à 16h10, 17h00, 17h40 et 18h30; - En direction de la gare de Vigneux-sur-Seine : un départ à 12h40 le mercredi en période scolaire uniquement, 3 départs les lundis, mardis, jeudis et vendredis uniquement à 16h05, 17h05 et 17h40, et 5 départs du lundi au vendredi à 16h40, 18h05, 18h55, 20h00 et 21h05. - Amplitudes horaires du samedi : - En direction du Lycée Professionnel Nadar Aqua Sénart : 4 départs à 16h10, 17h00, 17h40 et 18h30; - En direction de la gare de Vigneux-sur-Seine : 6 départs à 16h40, 17h23, 18h05, 18h55, 20h00 et 21h55. - Date de dernière mise à jour : 3 mars 2025. | | | | | | | | |
| 4150  | Dernière actualisation : — | | | | | | | | |
| 4151  | Juvisy Gare Routière Seine ⥋ Draveil — Lycée Professionnel Nadar Aqua Sénart | Juvisy Gare Routière Seine ⥋ Draveil — Lycée Professionnel Nadar Aqua Sénart                                                                      | Juvisy Gare Routière Seine ⥋ Draveil — Lycée Professionnel Nadar Aqua Sénart                                                                      | Juvisy Gare Routière Seine ⥋ Draveil — Lycée Professionnel Nadar Aqua Sénart                                                                      | Juvisy Gare Routière Seine ⥋ Draveil — Lycée Professionnel Nadar Aqua Sénart                                                                      | Juvisy Gare Routière Seine ⥋ Draveil — Lycée Professionnel Nadar Aqua Sénart                                                                      | Juvisy Gare Routière Seine ⥋ Draveil — Lycée Professionnel Nadar Aqua Sénart                                                                      | Juvisy Gare Routière Seine ⥋ Draveil — Lycée Professionnel Nadar Aqua Sénart                                                                      | Juvisy Gare Routière Seine ⥋ Draveil — Lycée Professionnel Nadar Aqua Sénart                                                                      |
| 4151  | Ouverture / Fermeture — / — | Longueur — | Durée 15-20 min | Nb. d’arrêts 18 | Matériel — | Jours de fonctionnement L, Ma, Me, J, V | Jour / Soir / Nuit / Fêtes O / N / N / N | Voy. / an — | Dépôt — |
| 4151  | Desserte : - Villes et lieux desservis : Juvisy-sur-Orge et Draveil - Gare desservie : Juvisy | | | | | | | | |
| 4151  | Autre : - Zones traversées : 4 - Arrêts non accessibles aux UFR : - Amplitudes horaires : La ligne fonctionne du lundi au vendredi en période scolaire uniquement, avec un départ à 7h55 en direction du Lycée Professionnel Nadar Aqua Sénart et un départ à 16h45 en direction de la gare de Juvisy - Seine, le mercredi uniquement avec un départ à 12h40 en direction de la gare de Juvisy - Seine, et un autre départ les lundis, mardis, jeudis et vendredis à 17h45 en direction de la gare de Juvisy - Seine. - Date de dernière mise à jour : 3 mars 2025. | | | | | | | | |
| 4151  | Dernière actualisation : — | | | | | | | | |
| 4152  | Montgeron — Lycée ⥋ Crosne — Salvador Allende | Montgeron — Lycée ⥋ Crosne — Salvador Allende | Montgeron — Lycée ⥋ Crosne — Salvador Allende | Montgeron — Lycée ⥋ Crosne — Salvador Allende | Montgeron — Lycée ⥋ Crosne — Salvador Allende | Montgeron — Lycée ⥋ Crosne — Salvador Allende | Montgeron — Lycée ⥋ Crosne — Salvador Allende | Montgeron — Lycée ⥋ Crosne — Salvador Allende | Montgeron — Lycée ⥋ Crosne — Salvador Allende |
| 4152  | Ouverture / Fermeture — / — | Longueur — | Durée 25 min | Nb. d’arrêts 13 | Matériel — | Jours de fonctionnement L, Ma, Me, J, V, S | Jour / Soir / Nuit / Fêtes O / N / N / N | Voy. / an — | Dépôt — |
| 4152  | Desserte : - Villes et lieux desservis : Montgeron et Crosne - Gare desservie : Montgeron - Crosne | | | | | | | | |
| 4152  | Autre : - Zones traversées : 4 - Arrêts non accessibles aux UFR : - Amplitudes horaires du lundi au vendredi en période scolaire uniquement : - En direction du Lycée de Montgeron : 2 départs du lundi au vendredi depuis "Salvador Allende" à 7h45, 8h52, 1 autre départ depuis ce même arrêt les lundis, mardis, jeudis et vendredis à 17h41, et un départ depuis l'arrêt "Remonteru" (situé à Crosne) à 7h56; - En direction de Salvador Allende : un départ à 8h13, un départ à 12h45 le mercredi uniquement, et 4 départs les lundis, mardis, jeudis et vendredis uniquement à 15h40, 16h10, 17h15 et 18h10. - Amplitudes horaires du samedi en période scolaire uniquement : - En direction du Lycée de Montgeron : 2 départs à 7h49 et 8h52; - En direction de Salvador Allende : 1 départ à 12h40. - Date de dernière mise à jour : 3 mars 2025. | | | | | | | | |
| 4152  | Dernière actualisation : — | | | | | | | | |
| 4153  | Montgeron — Collège Pompidou ⥋ Crosne — Plaine Haute | Montgeron — Collège Pompidou ⥋ Crosne — Plaine Haute                                                                                              | Montgeron — Collège Pompidou ⥋ Crosne — Plaine Haute                                                                                              | Montgeron — Collège Pompidou ⥋ Crosne — Plaine Haute                                                                                              | Montgeron — Collège Pompidou ⥋ Crosne — Plaine Haute                                                                                              | Montgeron — Collège Pompidou ⥋ Crosne — Plaine Haute                                                                                              | Montgeron — Collège Pompidou ⥋ Crosne — Plaine Haute                                                                                              | Montgeron — Collège Pompidou ⥋ Crosne — Plaine Haute                                                                                              | Montgeron — Collège Pompidou ⥋ Crosne — Plaine Haute                                                                                              |
| 4153  | Ouverture / Fermeture — / — | Longueur — | Durée 10-45 min | Nb. d’arrêts 20 | Matériel — | Jours de fonctionnement L, Ma, Me, J, V | Jour / Soir / Nuit / Fêtes O / N / N / N | Voy. / an — | Dépôt — |
| 4153  | Desserte : - Villes et lieux desservis : Montgeron, Yerres et Crosne | | | | | | | | |
| 4153  | Autre : - Zones traversées : 4 - Arrêts non accessibles aux UFR : - Amplitudes horaires du lundi au vendredi en période scolaire uniquement : - En direction du Collège Pompidou : 1 départs depuis "Plaine Haute" à 7h19, et 1 autre départ depuis l'arrêt "Clos des peintres" (situé à Yerres) à 8h36; - En direction de Plaine Haute : 2 départs à 11h45 et 12h45 le mercredi uniquement, et 3 départs les lundis, mardis, jeudis et vendredis uniquement à 16h15 et 17h10, le départ de 17h15 est limité à l'arrêt "Avenue Lucie" (situé à Montgeron). - Date de dernière mise à jour : 3 mars 2025. | | | | | | | | |
| 4153  | Dernière actualisation : — | | | | | | | | |
| 4154  | Brunoy — Lycée Talma ⥋ Yerres — Rond-Point Pasteur | Brunoy — Lycée Talma ⥋ Yerres — Rond-Point Pasteur                                                                                                | Brunoy — Lycée Talma ⥋ Yerres — Rond-Point Pasteur                                                                                                | Brunoy — Lycée Talma ⥋ Yerres — Rond-Point Pasteur                                                                                                | Brunoy — Lycée Talma ⥋ Yerres — Rond-Point Pasteur                                                                                                | Brunoy — Lycée Talma ⥋ Yerres — Rond-Point Pasteur                                                                                                | Brunoy — Lycée Talma ⥋ Yerres — Rond-Point Pasteur                                                                                                | Brunoy — Lycée Talma ⥋ Yerres — Rond-Point Pasteur                                                                                                | Brunoy — Lycée Talma ⥋ Yerres — Rond-Point Pasteur                                                                                                |
| 4154  | Ouverture / Fermeture — / — | Longueur — | Durée 15-40 min | Nb. d’arrêts 21 | Matériel — | Jours de fonctionnement L, Ma, Me, J, V | Jour / Soir / Nuit / Fêtes O / N / N / N | Voy. / an — | Dépôt — |
| 4154  | Desserte : - Villes et lieux desservis : Brunoy et Yerres - Gare desservie : Yerres | | | | | | | | |
| 4154  | Autre : - Zones traversées : 4 à 5 - Arrêts non accessibles aux UFR : - Amplitudes horaires du lundi au vendredi en période scolaire uniquement : - En direction du Lycée Talma : un départs depuis "Léthumière" à 7h56, un autre départ depuis la gare de Yerres à 7h59, et un autre départ depuis l'arrêt "Rue de la Grange" à 8h51; - En direction de Rond-Point Pasteur : un départ à 15h15 avec la desserte de tous les arrêts, un départ à 16h15 avec la desserte de tous les arrêts entre "Rue de la Grange" et Rond-Point Pasteur uniquement, un départ à 17h15 avec la desserte de tous les arrêts entre la gare de Yerres et Rond-Point Pasteur uniquement, et un autre départ à 17h15, desservant uniquement les arrêts entre "Rue de la Grange" et "Sécurité Sociale". - Date de dernière mise à jour : 3 mars 2025. | | | | | | | | |
| 4154  | Dernière actualisation : — | | | | | | | | |
| 4155  | Brunoy — Lycée Talma ⥋ Yerres — Royale | Brunoy — Lycée Talma ⥋ Yerres — Royale | Brunoy — Lycée Talma ⥋ Yerres — Royale | Brunoy — Lycée Talma ⥋ Yerres — Royale | Brunoy — Lycée Talma ⥋ Yerres — Royale | Brunoy — Lycée Talma ⥋ Yerres — Royale | Brunoy — Lycée Talma ⥋ Yerres — Royale | Brunoy — Lycée Talma ⥋ Yerres — Royale | Brunoy — Lycée Talma ⥋ Yerres — Royale |
| 4155  | Ouverture / Fermeture — / — | Longueur — | Durée 20-25 min | Nb. d’arrêts 11 | Matériel — | Jours de fonctionnement L, Ma, Me, J, V | Jour / Soir / Nuit / Fêtes O / N / N / N | Voy. / an — | Dépôt — |
| 4155  | Desserte : - Villes et lieux desservis : Brunoy et Yerres | | | | | | | | |
| 4155  | Autre : - Zones traversées : 4 à 5 - Arrêts non accessibles aux UFR : - Amplitudes horaires du lundi au vendredi en période scolaire uniquement : - En direction du Lycée Talma : un départ à 7h55 sans desservir l'arrêt "Abbaye", et un départ 8h55 avec la desserte de tous les arrêts; - En direction de Royale : 2 départs à 16h15 et 17h15 avec la desserte de tous les arrêts. - Date de dernière mise à jour : 3 mars 2025. | | | | | | | | |
| 4155  | Dernière actualisation : — | | | | | | | | |
| 4156  | Brunoy — Lycée Talma ⥋ Yerres — Rue de la Grange | Brunoy — Lycée Talma ⥋ Yerres — Rue de la Grange                                                                                                  | Brunoy — Lycée Talma ⥋ Yerres — Rue de la Grange                                                                                                  | Brunoy — Lycée Talma ⥋ Yerres — Rue de la Grange                                                                                                  | Brunoy — Lycée Talma ⥋ Yerres — Rue de la Grange                                                                                                  | Brunoy — Lycée Talma ⥋ Yerres — Rue de la Grange                                                                                                  | Brunoy — Lycée Talma ⥋ Yerres — Rue de la Grange                                                                                                  | Brunoy — Lycée Talma ⥋ Yerres — Rue de la Grange                                                                                                  | Brunoy — Lycée Talma ⥋ Yerres — Rue de la Grange                                                                                                  |
| 4156  | Ouverture / Fermeture — / — | Longueur — | Durée 15 min | Nb. d’arrêts 6 | Matériel — | Jours de fonctionnement L, Ma, Me, J, V | Jour / Soir / Nuit / Fêtes O / N / N / N | Voy. / an — | Dépôt — |
| 4156  | Desserte : - Villes et lieux desservis : Brunoy et Yerres | | | | | | | | |
| 4156  | Autre : - Zones traversées : 4 à 5 - Arrêts non accessibles aux UFR : - Amplitudes horaires du lundi au vendredi en période scolaire uniquement : - En direction du Lycée Talma : un départ à 7h59. - Date de dernière mise à jour : 3 mars 2025. | | | | | | | | |
| 4156  | Dernière actualisation : — | | | | | | | | |
| 4157  | Athis-Mons — Lycée Marcel Pagnol ⥋ Draveil — Hôpital Joffre | Athis-Mons — Lycée Marcel Pagnol ⥋ Draveil — Hôpital Joffre                                                                                       | Athis-Mons — Lycée Marcel Pagnol ⥋ Draveil — Hôpital Joffre                                                                                       | Athis-Mons — Lycée Marcel Pagnol ⥋ Draveil — Hôpital Joffre                                                                                       | Athis-Mons — Lycée Marcel Pagnol ⥋ Draveil — Hôpital Joffre                                                                                       | Athis-Mons — Lycée Marcel Pagnol ⥋ Draveil — Hôpital Joffre                                                                                       | Athis-Mons — Lycée Marcel Pagnol ⥋ Draveil — Hôpital Joffre                                                                                       | Athis-Mons — Lycée Marcel Pagnol ⥋ Draveil — Hôpital Joffre                                                                                       | Athis-Mons — Lycée Marcel Pagnol ⥋ Draveil — Hôpital Joffre                                                                                       |
| 4157  | Ouverture / Fermeture — / — | Longueur — | Durée 35-40 min | Nb. d’arrêts 14 | Matériel — | Jours de fonctionnement L, Ma, Me, J, V, S | Jour / Soir / Nuit / Fêtes O / N / N / N | Voy. / an — | Dépôt — |
| 4157  | Desserte : - Villes et lieux desservis : Athis-Mons, Juvisy-sur-Orge et Draveil - Gare desservie : Juvisy | | | | | | | | |
| 4157  | Autre : - Zones traversées : 4 à 5 - Arrêts non accessibles aux UFR : - Amplitudes horaires du lundi au vendredi en période scolaire uniquement : - En direction du Lycée Marcel Pagnol : 2 départs à 7h25 et 8h34; - En direction d'Hôpital Joffre : un départ un départ à 12h45 le mercredi uniquement, et 2 départs les lundis, mardis, jeudis et vendredis uniquement à 16h55 et 18h09. - Amplitudes horaires du samedi en période scolaire uniquement : - En direction du Lycée Marcel Pagnol : 2 départs à 7h25 et 8h34; - En direction d'Hôpital Joffre : un départ à 12h45. - Date de dernière mise à jour : 3 mars 2025. | | | | | | | | |
| 4157  | Dernière actualisation : — | | | | | | | | |
| 4158  | Gare de Brunoy ⥋ via Pyramide | Gare de Brunoy ⥋ via Pyramide | Gare de Brunoy ⥋ via Pyramide | Gare de Brunoy ⥋ via Pyramide | Gare de Brunoy ⥋ via Pyramide | Gare de Brunoy ⥋ via Pyramide | Gare de Brunoy ⥋ via Pyramide | Gare de Brunoy ⥋ via Pyramide | Gare de Brunoy ⥋ via Pyramide |
| 4158  | Ouverture / Fermeture — / — | Longueur — | Durée — | Nb. d’arrêts — | Matériel — | Jours de fonctionnement L, Ma, Me, J, V, S, D | Jour / Soir / Nuit / Fêtes O / O / N / O | Voy. / an — | Dépôt — |
| 4158  | Desserte : - Villes et lieux desservis : Brunoy - Gare desservie : Brunoy | | | | | | | | |
| 4158  | Autre : - Zones traversées : 5 - Arrêts non accessibles aux UFR : - Amplitudes horaires de la ligne régulière : La ligne fonctionne du lundi au vendredi de 5 h 40 à 21 h 13, avec un passage toutes les 8-10min entre 6h34 et 8h15 le matin, entre 17h40 et 20h09 le soir, un passage toutes les 30min entre 8h35 et 16h10, et un passage toutes les 15min entre 16h27 et 17h25, le samedi de 6 h 20 à 20 h 35, avec un passage toutes les 30min (le départ de 6h20 s'effectue à l'arrêt "Godeaux), et le dimanche de 8 h 40 à 19 h 30 avec un passage toutes les 30min. - Desserte des établissements scolaires : - Desserte du Collège Pasteur : Du lundi au vendredi en période scolaire uniquement, l'établissement est desservi le matin : - A 8h05 (course au départ de l'arrêt "Godeaux" à 7h45), - A 8h13 (course au départ de l'arrêt "Espérance" à 8h03 desservant uniquement le Lycée Talma), - A 8h15 (course au départ de l'arrêt "Place des Fêtes" à 8h02), - A 9h15 (course au départ de l'arrêt "Espérance" à 9h05 desservant uniquement le Lycée Talma), - A 9h17 (terminus de la course circulaire au départ de la gare de Brunoy à 8h52). - Le mercredi, en période scolaire, les départs depuis l'établissement se font : - A 11h45 (terminus à l'arrêt "Portalis" via l'arrêt "Espérance" et le Lycée Talma), - A 12h42 (terminus à l'arrêt "Espérance" via le Lycée Talma), - A 12h45 (terminus à l'arrêt "Portalis" via l'arrêt "Pyramide"). - Les lundis, mardis, jeudis et vendredis, en période scolaire uniquement, les départs depuis l'établissement se font : - A 16h10 (terminus à l'arrêt "Portalis" via l'arrêt "Pyramide"), - A 16h10 (terminus à l'arrêt "Espérance" via le Lycée Talma), - A 17h10 (terminus à l'arrêt "Portalis" via l'arrêt "Pyramide"), - A 17h10 (terminus à l'arrêt "Espérance" via le Lycée Talma). - Desserte de l'Institut Saint-Pierre : Du lundi au vendredi en période scolaire uniquement, l'établissement est desservi le matin : - A 8h00 (course au départ de la gare de Brunoy à 7h53), - A 8h44 (course au départ de la gare de Brunoy à 8h37). Le départ depuis l'établissement s'effectue à 17h30 (terminus à la gare de Brunoy via l'arrêt "Pont Perronet"). - Date de dernière mise à jour : 3 mars 2025. | | | | | | | | |
| 4158  | Dernière actualisation : — | | | | | | | | |
| 4159  | Évry-Courcouronnes — Lycée Notre-Dame-de-Sion (terminus le matin) / Lycée Baudelaire (départ l'après-midi et le soir) ⥋ Brunoy — Hautes Mardelles | Évry-Courcouronnes — Lycée Notre-Dame-de-Sion (terminus le matin) / Lycée Baudelaire (départ l'après-midi et le soir) ⥋ Brunoy — Hautes Mardelles | Évry-Courcouronnes — Lycée Notre-Dame-de-Sion (terminus le matin) / Lycée Baudelaire (départ l'après-midi et le soir) ⥋ Brunoy — Hautes Mardelles | Évry-Courcouronnes — Lycée Notre-Dame-de-Sion (terminus le matin) / Lycée Baudelaire (départ l'après-midi et le soir) ⥋ Brunoy — Hautes Mardelles | Évry-Courcouronnes — Lycée Notre-Dame-de-Sion (terminus le matin) / Lycée Baudelaire (départ l'après-midi et le soir) ⥋ Brunoy — Hautes Mardelles | Évry-Courcouronnes — Lycée Notre-Dame-de-Sion (terminus le matin) / Lycée Baudelaire (départ l'après-midi et le soir) ⥋ Brunoy — Hautes Mardelles | Évry-Courcouronnes — Lycée Notre-Dame-de-Sion (terminus le matin) / Lycée Baudelaire (départ l'après-midi et le soir) ⥋ Brunoy — Hautes Mardelles | Évry-Courcouronnes — Lycée Notre-Dame-de-Sion (terminus le matin) / Lycée Baudelaire (départ l'après-midi et le soir) ⥋ Brunoy — Hautes Mardelles | Évry-Courcouronnes — Lycée Notre-Dame-de-Sion (terminus le matin) / Lycée Baudelaire (départ l'après-midi et le soir) ⥋ Brunoy — Hautes Mardelles |
| 4159  | Ouverture / Fermeture — / — | Longueur — | Durée 90 min | Nb. d’arrêts 30 | Matériel — | Jours de fonctionnement L, Ma, Me, J, V | Jour / Soir / Nuit / Fêtes O / N / N / N | Voy. / an — | Dépôt — |
| 4159  | Desserte : - Villes et lieux desservis : Évry-Courcouronnes, Etiolles, Draveil, Vigneux-sur-Seine, Montgeron, Yerres et Brunoy. | | | | | | | | |
| 4159  | Autre : - Zones traversées : 4 à 5 - Arrêts non accessibles aux UFR : - Amplitudes horaires du lundi au vendredi en période scolaire uniquement : - En direction du Lycée Notre-Dame de Sion : un départs à 6h37; - En direction de Hautes Mardelles : un départ le mercredi uniquement à 12h12, les lundis, mardis, jeudis et vendredis à 17h02, et un départ du lundi au vendredi à 18h02. - Date de dernière mise à jour : 3 mars 2025. | | | | | | | | |
| 4159  | Dernière actualisation : — | | | | | | | | |

#### Lignes de 4160 à 4162
| Ligne | Caractéristiques | Caractéristiques                                 | Caractéristiques                                 | Caractéristiques                                 | Caractéristiques                                 | Caractéristiques                                 | Caractéristiques                                 | Caractéristiques                                 | Caractéristiques                                 |
| 4160  | Montgeron — Lycée ⥋ Draveil — Ermitage | Montgeron — Lycée ⥋ Draveil — Ermitage           | Montgeron — Lycée ⥋ Draveil — Ermitage           | Montgeron — Lycée ⥋ Draveil — Ermitage           | Montgeron — Lycée ⥋ Draveil — Ermitage           | Montgeron — Lycée ⥋ Draveil — Ermitage           | Montgeron — Lycée ⥋ Draveil — Ermitage           | Montgeron — Lycée ⥋ Draveil — Ermitage           | Montgeron — Lycée ⥋ Draveil — Ermitage           |
| ----- | --- | ------------------------------------------------ | ------------------------------------------------ | ------------------------------------------------ | ------------------------------------------------ | ------------------------------------------------ | ------------------------------------------------ | ------------------------------------------------ | ------------------------------------------------ |
| 4160  | Ouverture / Fermeture — / — | Longueur —                                       | Durée 25-40 min                                  | Nb. d’arrêts 44                                  | Matériel —                                       | Jours de fonctionnement L, Ma, Me, J, V, S       | Jour / Soir / Nuit / Fêtes O / N / N / N         | Voy. / an —                                      | Dépôt Brunoy                                     |
| 4160  | Desserte : - Villes et lieux desservis : Montgeron, Vigneux-sur-Seine et Draveil - Gares desservies : Vigneux-sur-Seine |                                                  |                                                  |                                                  |                                                  |                                                  |                                                  |                                                  |                                                  |
| 4160  | Autre : - Zone traversée : 5 - Arrêts non accessibles aux UFR : — - Amplitudes horaires du lundi au vendredi en période scolaire uniquement : - En direction du Lycée de Montgeron : - 1 départ à 7h33 depuis l'arrêt "Ermitage" (situé à Draveil) avec la desserte de tous les arrêts jusqu'à "Salvador Allende" (situé à Vigneux-sur-Seine), - 3 départs à 7h50, le premier depuis la Mairie de Vigneux-sur-Seine avec la desserte de tous les arrêts jusqu'à "Glacière" (situé à Montgeron), le deuxième depuis l'arrêt "Orée de Sénart" (situé à Draveil) avec la desserte de tous les arrêts jusqu'à "André Pardoux" et desserte de l'arrêt "Patte d'Oie" (situés à Vigneux-sur-Seine), et le troisième depuis l'arrêt "Pavillon Bleu" (situé à Vigneux-sur-Seine) avec la desserte de tous les arrêts entre la Mairie de Vigneux-sur-Seine et Glacière, - 1 départ à 7h53 depuis la gare de Vigneux-sur-Seine avec la desserte de tous les arrêts jusqu'à "Glacière", - 1 départ à 8h43 depuis l'arrêt "Ermitage" avec la desserte de tous les arrêts jusqu'à "Eglise" (situé à Draveil) et des arrêts "Pavillon Bleu" et "Patte d'Oie", - 1 départ à 8h55 depuis l'arrêt "Orée de Sénart" avec la desserte de tous les arrêts jusqu'à "Salvador Allende" et de tous les arrêts entre la Mairie de Vigneux-sur-Seine et "Glacière", - 1 départ à 9h01 depuis la Mairie de Vigneux-sur-Seine avec la desserte de tous les arrêts jusqu'à "Glacière". - En direction d'Ermitage : - 2 départs à 11h45, le premier desservant de tous les arrêts entre "Glacière" et la Mairie de Vigneux-sur-Seine , son terminus, et le second desservant les arrêts entre "Château des Sables" (situé à Vigneux-sur-Seine) et "Pavillon Bleu", puis les arrêts "Eglise" et "Centre Administratif Cour Chapuis", et tous les arrêts entre "Oberkirch" et "Ermitage", - 2 départs à 12h45, le premier desservant tous les arrêts entre "Glacière" et "Orée de Sénart", puis "Villiers Garçons", l'Hôpital Dupuytren et "Jonquilles" (situés à Draveil), son terminus, et le second desservant des arrêts "Pavillon Bleu", "Eglise", "Centre Administratif Cour Chapuis", et tous les arrêts entre "Oberkirch" et "Ermitage", - 1 départ à 13h35 avec la desserte des arrêts entre "Glacière" et la Mairie de Vigneux-sur-Seine, tous les arrêts entre "Henri Janin" (situé à Vigneux-sur-Seine) et "Orée de Sénart", tous les arrêts entre "Paris Jardins" et "Danton" (situés à Draveil), et tous les arrêts entre "Hôtel de la Forêt" (situé à Draveil) et "Ermitage", - 1 départ à 15h05 avec la desserte de tous les arrêts entre "Glacière" et "Pavillon Bleu", puis "Eglise" et "Centre Administratif Cour Chapuis", et tous les arrêts entre "Collège Delacroix" et "Ermitage", - 2 départs à 16h10, le premier desservant tous les arrêts entre "Glacière" et la Mairie de Vigneux-sur-Seine, son terminus, et le second desservant les arrêts "Salvador Allende", "Brossolette Jeunon", "Orée de Sénart", "Pavillon Bleu", "Eglise", "Centre Administratif Cour Chapuis", et tous les arrêts entre "Collège Delacroix" et "Ermitage", - 3 départs à 17h15, le premier desservant tous les arrêts entre "Glacière" et "Dispensaire", son terminus, le deuxième desservant les arrêts "Salvador Allende", "Brossolette Jeunon", "Pavillon Bleu", "Eglise" et "Centre Administratif Cour Chapuis", son terminus, et le troisième desservant les arrêts "Salvador Allende", "Château des Sables", "Orée de Sénart", et tous les arrêts entre "Collège Delacroix" et "Ermitage", - 3 départs à 18h15, le premier desservant les arrêts entre "Glacière" et "Eglise de Vigneux", puis la gare de Vigneux-sur-Seine, "Port de Vigneux", la Mairie de Vigneux-sur-Seine, et "Pavillon Bleu", son terminus, le deuxième desservant les arrêts "Salvador Allende", "Château des Sables", "Brossolette Jeunon", "Eglise", "Centre Administratif Cour Chapuis", et tous les arrêts entre "Collège Delacroix" et "Ermitage", et le troisième desservant les arrêts "Dispensaire", "Orée de Sénart" et "Bergeries Saint-Hubert", son terminus. - Amplitudes horaires du samedi en période scolaire uniquement : - En direction du Lycée de Montgeron : - 1 départ à 7h33 avec la desserte de tous les arrêts jusqu'à "Eglise", puis "Pavillon Bleu", la Mairie de Vigneux-sur-Seine, "Dispensaire" et "Patte d'Oie", - 1 départ à 7h48 depuis "Orée de Sénart", - 1 départ à 7h50 depuis la Mairie de Vigneux-sur-Seine, - 1 départ à 8h43, - 1 départ à 8h55 depuis l'arrêt "Orée de Sénart". - En direction d'Ermitage : - 2 départs à 11h45, le premier est terminus à "Ermitage" et le second à "Jonquilles" - 2 départs à 12h45, le premier est terminus à "Clos de la Régale" et le second à "Ermitage". - Date de dernière mise à jour : 5 mars 2025. |                                                  |                                                  |                                                  |                                                  |                                                  |                                                  |                                                  |                                                  |
| 4160  | Dernière actualisation : — |                                                  |                                                  |                                                  |                                                  |                                                  |                                                  |                                                  |                                                  |
| 4161  | Montgeron — Lycée ⥋ Juvisy Gare Routière Seine | Montgeron — Lycée ⥋ Juvisy Gare Routière Seine   | Montgeron — Lycée ⥋ Juvisy Gare Routière Seine   | Montgeron — Lycée ⥋ Juvisy Gare Routière Seine   | Montgeron — Lycée ⥋ Juvisy Gare Routière Seine   | Montgeron — Lycée ⥋ Juvisy Gare Routière Seine   | Montgeron — Lycée ⥋ Juvisy Gare Routière Seine   | Montgeron — Lycée ⥋ Juvisy Gare Routière Seine   | Montgeron — Lycée ⥋ Juvisy Gare Routière Seine   |
| 4161  | Ouverture / Fermeture — / — | Longueur —                                       | Durée 15-45 min                                  | Nb. d’arrêts 28                                  | Matériel —                                       | Jours de fonctionnement L, Ma, Me, J, V, S       | Jour / Soir / Nuit / Fêtes O / N / N / N         | Voy. / an —                                      | Dépôt Brunoy                                     |
| 4161  | Desserte : - Villes et lieux desservis : Montgeron, Vigneux-sur-Seine, Draveil et Juvisy-sur-Orge - Gares desservies : Vigneux-sur-Seine et Juvisy |                                                  |                                                  |                                                  |                                                  |                                                  |                                                  |                                                  |                                                  |
| 4161  | Autre : - Zone traversée : 5 - Arrêts non accessibles aux UFR : — - Amplitudes horaires du lundi au vendredi en période scolaire uniquement : - En direction du Lycée de Montgeron : - 2 départs depuis la gare de Juvisy - Seine, le premier à 7h37 desservant les arrêts entre "Gibraltar" et "Mazières" (situés à Draveil) et les arrêts entre "Villiers Garçons" et "Bergeries Saint-Hubert", et le second à 8h35 desservant tous les arrêts entre "Gibraltar" et "Patte d'Oie", - 2 départs depuis l'arrêt "Payen" (situé à Draveil), à 7h44 et 8h49, desservant tous les deux les arrêts entre l'Hôpital Dupuytren et "Patte d'Oie", - 1 départ depuis l'Hôpital Dupuytren à 7h47, avec la desserte de tous les arrêts jusqu'à "Patte d'Oie", - 1 départ depuis l'arrêt "Charles Mory - Aqua Sénart" à 7h53, avec la desserte de tous les arrêts jusqu'à "Patte d'Oie". - En direction de la gare de Juvisy - Seine : - 2 départs à 11h45, le premier étant terminus à l'arrêt "Payen", et le second à la gare de Juvisy - Seine, - 1 départ à 12h45, - 1 départ à 15h05, - 2 départs à 16h10, le premier étant terminus à l'arrêt "Payen" et le second à la gare de Juvisy - Seine, - 2 départs à 17h15, le premier étant terminus à l'arrêt "Payen" et le second à la gare de Juvisy - Seine, - 2 départs à 18h15, le premier étant terminus à l'arrêt "Payen" et le second à la gare de Juvisy - Seine, - Amplitudes horaires du samedi en période scolaire uniquement : - En direction du Lycée de Montgeron : - 2 départs depuis la gare de Juvisy - Seine, le premier à 7h37 desservant les arrêts entre "Gibraltar" et "Mazières", puis "Villiers Garçons", et tous les arrêts entre "Camille Guillaume" (situé à Vigneux-sur-Seine) et "Patte d'Oie", et le second à 8h35 desservant tous les arrêts entre "Gibraltar" et "Patte d'Oie", - 2 départs depuis l'arrêt "Payen", le premier à 7h44 desservant les arrêts entre l'Hôpital Dupuytren et "Marais" (situé à Draveil) et les arrêts entre "Jean Jaurès" (situé à Vigneux-sur-Seine) et "Patte d'Oie", et le second à 8h49 desservant tous les arrêts entre l'Hôpital Dupuytren et "Patte d'Oie", - 1 départ depuis l'arrêt "Charles Mory - Aqua Sénart" à 7h50 desservant "Bergeries Saint-Hubert" et les arrêts entre la Mairie de Vigneux-sur-Seine et le Lycée de Montgeron. - En direction de la gare de Juvisy - Seine : - 1 départ à 11h45 desservant les arrêts entre "André Pardoux" et "Clos de la Régale", puis "Bergeries Saint-Hubert", "Charles Mory - Aqua Sénart", "Marais", "Croix de Sénart", "Villiers Garçons", et tous les arrêts entre "Mazières" et la gare de Juvisy - Seine, - 2 départs à 12h45, le premier desservant les arrêts "Le Petit et Vergeat", "Bergeries Saint-Hubert" et tous les arrêts entre "Charles Mory - Aqua Sénart" et "Payen", son terminus, et le second desservant "Patte d'Oie" et tous les arrêts entre "Salvador Allende" et la gare de Juvisy - Seine. - Date de dernière mise à jour : 5 mars 2025. |                                                  |                                                  |                                                  |                                                  |                                                  |                                                  |                                                  |                                                  |
| 4161  | Dernière actualisation : — |                                                  |                                                  |                                                  |                                                  |                                                  |                                                  |                                                  |                                                  |
| 4162  | Draveil — Collège Delacroix ⥋ Draveil — Ermitage | Draveil — Collège Delacroix ⥋ Draveil — Ermitage | Draveil — Collège Delacroix ⥋ Draveil — Ermitage | Draveil — Collège Delacroix ⥋ Draveil — Ermitage | Draveil — Collège Delacroix ⥋ Draveil — Ermitage | Draveil — Collège Delacroix ⥋ Draveil — Ermitage | Draveil — Collège Delacroix ⥋ Draveil — Ermitage | Draveil — Collège Delacroix ⥋ Draveil — Ermitage | Draveil — Collège Delacroix ⥋ Draveil — Ermitage |
| 4162  | Ouverture / Fermeture — / — | Longueur —                                       | Durée 10 min                                     | Nb. d’arrêts 8                                   | Matériel —                                       | Jours de fonctionnement L, Ma, Me, J, V          | Jour / Soir / Nuit / Fêtes O / N / N / N         | Voy. / an —                                      | Dépôt Brunoy                                     |
| 4162  | Desserte : - Villes et lieux desservis : Draveil |                                                  |                                                  |                                                  |                                                  |                                                  |                                                  |                                                  |                                                  |
| 4162  | Autre : - Zone traversée : 5 - Arrêts non accessibles aux UFR : — - Amplitudes horaires du lundi au vendredi en période scolaire uniquement: - 1 départ le mercredi uniquement à 12h45, - 2 départs les lundis, mardis, jeudis et vendredis uniquement à 16h20 et 17h20. - Date de dernière mise à jour : 5 mars 2025. |                                                  |                                                  |                                                  |                                                  |                                                  |                                                  |                                                  |                                                  |
| 4162  | Dernière actualisation : — |                                                  |                                                  |                                                  |                                                  |                                                  |                                                  |                                                  |                                                  |

### Ligne 9101
| Ligne | Caractéristiques | Caractéristiques                                    | Caractéristiques                                    | Caractéristiques                                    | Caractéristiques                                    | Caractéristiques                                    | Caractéristiques                                    | Caractéristiques                                    | Caractéristiques                                    |
| 9101  | Gare d'Évry-Courcouronnes Niveau 0 ⥋ Gare de Brunoy | Gare d'Évry-Courcouronnes Niveau 0 ⥋ Gare de Brunoy | Gare d'Évry-Courcouronnes Niveau 0 ⥋ Gare de Brunoy | Gare d'Évry-Courcouronnes Niveau 0 ⥋ Gare de Brunoy | Gare d'Évry-Courcouronnes Niveau 0 ⥋ Gare de Brunoy | Gare d'Évry-Courcouronnes Niveau 0 ⥋ Gare de Brunoy | Gare d'Évry-Courcouronnes Niveau 0 ⥋ Gare de Brunoy | Gare d'Évry-Courcouronnes Niveau 0 ⥋ Gare de Brunoy | Gare d'Évry-Courcouronnes Niveau 0 ⥋ Gare de Brunoy |
| ----- | --- | --------------------------------------------------- | --------------------------------------------------- | --------------------------------------------------- | --------------------------------------------------- | --------------------------------------------------- | --------------------------------------------------- | --------------------------------------------------- | --------------------------------------------------- |
| 9101  | Ouverture / Fermeture — / — | Longueur —                                          | Durée 45-60 min                                     | Nb. d’arrêts 18                                     | Matériel S 415 ÜL                                   | Jours de fonctionnement L, Ma, Me, J, V, S          | Jour / Soir / Nuit / Fêtes O / O / N / N            | Voy. / an —                                         | Dépôt Brunoy                                        |
| 9101  | Desserte : - Villes et lieux desservis : Évry-Courcouronnes, Étiolles, Tigery, Quincy-sous-Sénart, Boussy-Saint-Antoine, Épinay-sous-Sénart et Brunoy. - Gares desservies : Évry-Courcouronnes (RER D et T12) et Brunoy (RER D). |                                                     |                                                     |                                                     |                                                     |                                                     |                                                     |                                                     |                                                     |
| 9101  | Autre : - Zone traversée : 5 - Arrêts non accessibles aux UFR : — - Amplitudes horaires : La ligne est en service du lundi au vendredi de 5 h 30 à 21 h 0, avec un passage toutes les 10min entre 6h18 et 8h15 le matin, de 16h20 à 17h14 le soir puis un passage toutes les 15min de 8h30 à 9h37 le matin, de 15h35 à 16h03 l'après-midi et de 17h31 à 18h45 le soir, et toutes les 30min en heure creuse, et le samedi de 6 h 0 à 21 h 0, avec un passage toutes les 30min de 7h00 à 8h30 le matin et un passage par heure le reste de la journée. - Date de dernière mise à jour : 28 février 2025. |                                                     |                                                     |                                                     |                                                     |                                                     |                                                     |                                                     |                                                     |
| 9101  | Dernière actualisation : — |                                                     |                                                     |                                                     |                                                     |                                                     |                                                     |                                                     |                                                     |

### Bus de soirée
| Ligne  | Caractéristiques | Caractéristiques                                                          | Caractéristiques                                                          | Caractéristiques                                                          | Caractéristiques                                                          | Caractéristiques                                                          | Caractéristiques                                                          | Caractéristiques                                                          | Caractéristiques                                                          |
| Soirée | Soirée Boussy-Saint-Antoine | Soirée Boussy-Saint-Antoine                                               | Soirée Boussy-Saint-Antoine                                               | Soirée Boussy-Saint-Antoine                                               | Soirée Boussy-Saint-Antoine                                               | Soirée Boussy-Saint-Antoine                                               | Soirée Boussy-Saint-Antoine                                               | Soirée Boussy-Saint-Antoine                                               | Soirée Boussy-Saint-Antoine                                               |
| Soirée | Gare de Boussy-Saint-Antoine ⥋ Desserte de Boussy-Saint-Antoine en soirée | Gare de Boussy-Saint-Antoine ⥋ Desserte de Boussy-Saint-Antoine en soirée | Gare de Boussy-Saint-Antoine ⥋ Desserte de Boussy-Saint-Antoine en soirée | Gare de Boussy-Saint-Antoine ⥋ Desserte de Boussy-Saint-Antoine en soirée | Gare de Boussy-Saint-Antoine ⥋ Desserte de Boussy-Saint-Antoine en soirée | Gare de Boussy-Saint-Antoine ⥋ Desserte de Boussy-Saint-Antoine en soirée | Gare de Boussy-Saint-Antoine ⥋ Desserte de Boussy-Saint-Antoine en soirée | Gare de Boussy-Saint-Antoine ⥋ Desserte de Boussy-Saint-Antoine en soirée | Gare de Boussy-Saint-Antoine ⥋ Desserte de Boussy-Saint-Antoine en soirée |
| ------ | --- | ------------------------------------------------------------------------- | ------------------------------------------------------------------------- | ------------------------------------------------------------------------- | ------------------------------------------------------------------------- | ------------------------------------------------------------------------- | ------------------------------------------------------------------------- | ------------------------------------------------------------------------- | ------------------------------------------------------------------------- |
| Soirée | Ouverture / Fermeture 2 janvier 2020 / — | Longueur —                                                                | Durée —                                                                   | Nb. d’arrêts 12                                                           | Matériel —                                                                | Jours de fonctionnement L, Ma, Me, J, V, S                                | Jour / Soir / Nuit / Fêtes N / O / N / N                                  | Voy. / an —                                                               | Dépôt —                                                                   |
| Soirée | Desserte : - Ville et lieux desservis : Boussy-Saint-Antoine et Quincy-sous-Sénart - Gare desservie : Boussy-Saint-Antoine |                                                                           |                                                                           |                                                                           |                                                                           |                                                                           |                                                                           |                                                                           |                                                                           |
| Soirée | Autre : - Zones traversées : 4 - Arrêts non accessibles aux UFR : — - Amplitudes horaires : La ligne fonctionne du lundi au samedi soir à raison de quatre départs entre 22 h 45 et 0 h 15. - Substitution nocturne : Ce service remplace les lignes diurnes et dépose les voyageurs aux arrêts demandés, sans itinéraire fixe. - Date de dernière mise à jour : 12 mars 2022.           |                                                                           |                                                                           |                                                                           |                                                                           |                                                                           |                                                                           |                                                                           |                                                                           |
| Soirée | Dernière actualisation : — |                                                                           |                                                                           |                                                                           |                                                                           |                                                                           |                                                                           |                                                                           |                                                                           |
| Soirée | Soirée Brunoy Sud | Soirée Brunoy Sud                                                         | Soirée Brunoy Sud                                                         | Soirée Brunoy Sud                                                         | Soirée Brunoy Sud                                                         | Soirée Brunoy Sud                                                         | Soirée Brunoy Sud                                                         | Soirée Brunoy Sud                                                         | Soirée Brunoy Sud                                                         |
| Soirée | Gare de Brunoy ⥋ Desserte du sud de Brunoy en soirée |                                                                           |                                                                           |                                                                           |                                                                           |                                                                           |                                                                           |                                                                           |                                                                           |
| Soirée | Ouverture / Fermeture 2 janvier 2020 / — | Longueur —                                                                | Durée —                                                                   | Nb. d’arrêts 11                                                           | Matériel —                                                                | Jours de fonctionnement L, Ma, Me, J, V, S                                | Jour / Soir / Nuit / Fêtes N / O / N / N                                  | Voy. / an —                                                               | Dépôt —                                                                   |
| Soirée | Desserte : - Ville et lieux desservis : Brunoy - Gare desservie : Brunoy |                                                                           |                                                                           |                                                                           |                                                                           |                                                                           |                                                                           |                                                                           |                                                                           |
| Soirée | Autre : - Zones traversées : 4 - Arrêts non accessibles aux UFR : — - Amplitudes horaires : La ligne fonctionne du lundi au samedi soir à raison de cinq départs entre 22 h 15 et 0 h 10. - Substitution nocturne : Ce service remplace les lignes diurnes et dépose les voyageurs aux arrêts demandés, sans itinéraire fixe. - Date de dernière mise à jour : 12 mars 2022.             |                                                                           |                                                                           |                                                                           |                                                                           |                                                                           |                                                                           |                                                                           |                                                                           |
| Soirée | Dernière actualisation : — |                                                                           |                                                                           |                                                                           |                                                                           |                                                                           |                                                                           |                                                                           |                                                                           |
| Soirée | Soirée Crosne | Soirée Crosne                                                             | Soirée Crosne                                                             | Soirée Crosne                                                             | Soirée Crosne                                                             | Soirée Crosne                                                             | Soirée Crosne                                                             | Soirée Crosne                                                             | Soirée Crosne                                                             |
| Soirée | Gare de Villeneuve-Saint-Georges - Place Sémard ⥋ Desserte de Crosne en soirée |                                                                           |                                                                           |                                                                           |                                                                           |                                                                           |                                                                           |                                                                           |                                                                           |
| Soirée | Ouverture / Fermeture 2 janvier 2020 / — | Longueur —                                                                | Durée —                                                                   | Nb. d’arrêts 13                                                           | Matériel —                                                                | Jours de fonctionnement L, Ma, Me, J, V, S                                | Jour / Soir / Nuit / Fêtes N / O / N / N                                  | Voy. / an —                                                               | Dépôt —                                                                   |
| Soirée | Desserte : - Ville et lieux desservis : Villeneuve-Saint-Georges et Crosne - Gare desservie : Villeneuve-Saint-Georges |                                                                           |                                                                           |                                                                           |                                                                           |                                                                           |                                                                           |                                                                           |                                                                           |
| Soirée | Autre : - Zones traversées : 4 - Arrêts non accessibles aux UFR : — - Amplitudes horaires : La ligne fonctionne du lundi au samedi soir à raison de cinq départs entre 22 h et 0 h. - Substitution nocturne : Ce service remplace les lignes diurnes et dépose les voyageurs aux arrêts demandés, sans itinéraire fixe. - Date de dernière mise à jour : 12 mars 2022.                   |                                                                           |                                                                           |                                                                           |                                                                           |                                                                           |                                                                           |                                                                           |                                                                           |
| Soirée | Dernière actualisation : — |                                                                           |                                                                           |                                                                           |                                                                           |                                                                           |                                                                           |                                                                           |                                                                           |
| Soirée | Soirée Draveil | Soirée Draveil                                                            | Soirée Draveil                                                            | Soirée Draveil                                                            | Soirée Draveil                                                            | Soirée Draveil                                                            | Soirée Draveil                                                            | Soirée Draveil                                                            | Soirée Draveil                                                            |
| Soirée | Gare de Juvisy-sur-Orge ⥋ Desserte de Draveil et Vigneux-sur-Seine en soirée |                                                                           |                                                                           |                                                                           |                                                                           |                                                                           |                                                                           |                                                                           |                                                                           |
| Soirée | Ouverture / Fermeture — / — | Longueur —                                                                | Durée —                                                                   | Nb. d’arrêts 37                                                           | Matériel —                                                                | Jours de fonctionnement L, Ma, Me, J, V, S                                | Jour / Soir / Nuit / Fêtes N / O / N / N                                  | Voy. / an —                                                               | Dépôt —                                                                   |
| Soirée | Desserte : - Ville et lieux desservis : Draveil et Vigneux-sur-Seine - Gare desservie : Juvisy-sur-Orge |                                                                           |                                                                           |                                                                           |                                                                           |                                                                           |                                                                           |                                                                           |                                                                           |
| Soirée | Autre : - Zones traversées : 4 - Arrêts non accessibles aux UFR : — - Amplitudes horaires : La ligne fonctionne du lundi au samedi soir à raison de cinq départs entre 22 h 15 et 0 h 20. - Substitution nocturne : Ce service remplace les lignes diurnes et dépose les voyageurs aux arrêts demandés, sans itinéraire fixe. - Date de dernière mise à jour : 12 mars 2022.             |                                                                           |                                                                           |                                                                           |                                                                           |                                                                           |                                                                           |                                                                           |                                                                           |
| Soirée | Dernière actualisation : — |                                                                           |                                                                           |                                                                           |                                                                           |                                                                           |                                                                           |                                                                           |                                                                           |
| Soirée | Soirée Montgeron | Soirée Montgeron                                                          | Soirée Montgeron                                                          | Soirée Montgeron                                                          | Soirée Montgeron                                                          | Soirée Montgeron                                                          | Soirée Montgeron                                                          | Soirée Montgeron                                                          | Soirée Montgeron                                                          |
| Soirée | Gare de Montgeron - Crosne ⥋ Desserte de Montgeron et Vigneux-sur-Seine en soirée |                                                                           |                                                                           |                                                                           |                                                                           |                                                                           |                                                                           |                                                                           |                                                                           |
| Soirée | Ouverture / Fermeture — / — | Longueur —                                                                | Durée —                                                                   | Nb. d’arrêts 17                                                           | Matériel —                                                                | Jours de fonctionnement L, Ma, Me, J, V, S                                | Jour / Soir / Nuit / Fêtes N / O / N / N                                  | Voy. / an —                                                               | Dépôt —                                                                   |
| Soirée | Desserte : - Villes et lieux desservis : Montgeron et Vigneux-sur-Seine - Gare desservie : Montgeron - Crosne |                                                                           |                                                                           |                                                                           |                                                                           |                                                                           |                                                                           |                                                                           |                                                                           |
| Soirée | Autre : - Zones traversées : 4 - Arrêts non accessibles aux UFR : — - Amplitudes horaires : La ligne fonctionne du lundi au samedi soir à raison de trois à quatre départs entre 22 h 40 et 0 h 5. - Substitution nocturne : Ce service remplace les lignes diurnes et dépose les voyageurs aux arrêts demandés, sans itinéraire fixe. - Date de dernière mise à jour : 30 janvier 2022. |                                                                           |                                                                           |                                                                           |                                                                           |                                                                           |                                                                           |                                                                           |                                                                           |
| Soirée | Dernière actualisation : — |                                                                           |                                                                           |                                                                           |                                                                           |                                                                           |                                                                           |                                                                           |                                                                           |
| Soirée | Soirée Quincy-sous-Sénart | Soirée Quincy-sous-Sénart                                                 | Soirée Quincy-sous-Sénart                                                 | Soirée Quincy-sous-Sénart                                                 | Soirée Quincy-sous-Sénart                                                 | Soirée Quincy-sous-Sénart                                                 | Soirée Quincy-sous-Sénart                                                 | Soirée Quincy-sous-Sénart                                                 | Soirée Quincy-sous-Sénart                                                 |
| Soirée | Gare de Boussy-Saint-Antoine ⥋ Desserte de Quincy-sous-Sénart en soirée |                                                                           |                                                                           |                                                                           |                                                                           |                                                                           |                                                                           |                                                                           |                                                                           |
| Soirée | Ouverture / Fermeture 2 janvier 2020 / — | Longueur —                                                                | Durée —                                                                   | Nb. d’arrêts 11                                                           | Matériel —                                                                | Jours de fonctionnement L, Ma, Me, J, V, S                                | Jour / Soir / Nuit / Fêtes N / O / N / N                                  | Voy. / an —                                                               | Dépôt —                                                                   |
| Soirée | Desserte : - Ville et lieux desservis : Quincy-sous-Sénart et Boussy-Saint-Antoine - Gare desservie : Boussy-Saint-Antoine |                                                                           |                                                                           |                                                                           |                                                                           |                                                                           |                                                                           |                                                                           |                                                                           |
| Soirée | Autre : - Zones traversées : 4 - Arrêts non accessibles aux UFR : — - Amplitudes horaires : La ligne fonctionne du lundi au samedi soir à raison de quatre départs entre 22 h 45 et 0 h 15. - Substitution nocturne : Ce service remplace les lignes diurnes et dépose les voyageurs aux arrêts demandés, sans itinéraire fixe. - Date de dernière mise à jour : 12 mars 2022.           |                                                                           |                                                                           |                                                                           |                                                                           |                                                                           |                                                                           |                                                                           |                                                                           |
| Soirée | Dernière actualisation : — |                                                                           |                                                                           |                                                                           |                                                                           |                                                                           |                                                                           |                                                                           |                                                                           |
| Soirée | Soirée Vigneux-sur-Seine | Soirée Vigneux-sur-Seine                                                  | Soirée Vigneux-sur-Seine                                                  | Soirée Vigneux-sur-Seine                                                  | Soirée Vigneux-sur-Seine                                                  | Soirée Vigneux-sur-Seine                                                  | Soirée Vigneux-sur-Seine                                                  | Soirée Vigneux-sur-Seine                                                  | Soirée Vigneux-sur-Seine                                                  |
| Soirée | Gare de Vigneux-sur-Seine ⥋ Desserte de Vigneux-sur-Seine en soirée |                                                                           |                                                                           |                                                                           |                                                                           |                                                                           |                                                                           |                                                                           |                                                                           |
| Soirée | Ouverture / Fermeture — / — | Longueur —                                                                | Durée —                                                                   | Nb. d’arrêts 11                                                           | Matériel —                                                                | Jours de fonctionnement L, Ma, Me, J, V, S                                | Jour / Soir / Nuit / Fêtes N / O / N / N                                  | Voy. / an —                                                               | Dépôt —                                                                   |
| Soirée | Desserte : - Ville et lieux desservis : Vigneux-sur-Seine - Gare desservie : Vigneux-sur-Seine |                                                                           |                                                                           |                                                                           |                                                                           |                                                                           |                                                                           |                                                                           |                                                                           |
| Soirée | Autre : - Zones traversées : 4 - Arrêts non accessibles aux UFR : — - Amplitudes horaires : La ligne fonctionne du lundi au samedi soir à raison de trois à quatre départs entre 22 h 45 et 0 h 15. - Substitution nocturne : Ce service remplace les lignes diurnes et dépose les voyageurs aux arrêts demandés, sans itinéraire fixe. - Date de dernière mise à jour : 3 mars 2025.    |                                                                           |                                                                           |                                                                           |                                                                           |                                                                           |                                                                           |                                                                           |                                                                           |
| Soirée | Dernière actualisation : — |                                                                           |                                                                           |                                                                           |                                                                           |                                                                           |                                                                           |                                                                           |                                                                           |
| Soirée | Soirée Villecresnes | Soirée Villecresnes                                                       | Soirée Villecresnes                                                       | Soirée Villecresnes                                                       | Soirée Villecresnes                                                       | Soirée Villecresnes                                                       | Soirée Villecresnes                                                       | Soirée Villecresnes                                                       | Soirée Villecresnes                                                       |
| Soirée | Gare de Yerres ⥋ Desserte de Villecresnes en soirée |                                                                           |                                                                           |                                                                           |                                                                           |                                                                           |                                                                           |                                                                           |                                                                           |
| Soirée | Ouverture / Fermeture 3 mars 2025 / — | Longueur —                                                                | Durée —                                                                   | Nb. d’arrêts 18                                                           | Matériel —                                                                | Jours de fonctionnement L, Ma, Me, J, V, S                                | Jour / Soir / Nuit / Fêtes N / O / N / N                                  | Voy. / an —                                                               | Dépôt —                                                                   |
| Soirée | Desserte : - Ville et lieux desservis : Yerres et Villecresnes - Gare desservie : Yerres |                                                                           |                                                                           |                                                                           |                                                                           |                                                                           |                                                                           |                                                                           |                                                                           |
| Soirée | Autre : - Zones traversées : 4 - Arrêts non accessibles aux UFR : — - Amplitudes horaires : La ligne fonctionne du lundi au samedi soir à raison de trois à quatre départs entre 22 h 40 et 0 h 8. - Substitution nocturne : Ce service remplace les lignes diurnes et dépose les voyageurs aux arrêts demandés, sans itinéraire fixe. - Date de dernière mise à jour : 3 mars 2025.     |                                                                           |                                                                           |                                                                           |                                                                           |                                                                           |                                                                           |                                                                           |                                                                           |
| Soirée | Dernière actualisation : — |                                                                           |                                                                           |                                                                           |                                                                           |                                                                           |                                                                           |                                                                           |                                                                           |
| Soirée | Soirée Yerres Nord | Soirée Yerres Nord                                                        | Soirée Yerres Nord                                                        | Soirée Yerres Nord                                                        | Soirée Yerres Nord                                                        | Soirée Yerres Nord                                                        | Soirée Yerres Nord                                                        | Soirée Yerres Nord                                                        | Soirée Yerres Nord                                                        |
| Soirée | Gare d'Yerres ⥋ Desserte du nord d'Yerres en soirée |                                                                           |                                                                           |                                                                           |                                                                           |                                                                           |                                                                           |                                                                           |                                                                           |
| Soirée | Ouverture / Fermeture 2 janvier 2020 / — | Longueur —                                                                | Durée —                                                                   | Nb. d’arrêts 11                                                           | Matériel —                                                                | Jours de fonctionnement L, Ma, Me, J, V, S                                | Jour / Soir / Nuit / Fêtes N / O / N / N                                  | Voy. / an —                                                               | Dépôt —                                                                   |
| Soirée | Desserte : - Ville et lieux desservis : Yerres - Gare desservie : Yerres |                                                                           |                                                                           |                                                                           |                                                                           |                                                                           |                                                                           |                                                                           |                                                                           |
| Soirée | Autre : - Zones traversées : 4 - Arrêts non accessibles aux UFR : — - Amplitudes horaires : La ligne fonctionne du lundi au samedi soir à raison de cinq départs entre 22 h 10 et 0 h 10. - Substitution nocturne : Ce service remplace les lignes diurnes et dépose les voyageurs aux arrêts demandés, sans itinéraire fixe. - Date de dernière mise à jour : 12 mars 2022.             |                                                                           |                                                                           |                                                                           |                                                                           |                                                                           |                                                                           |                                                                           |                                                                           |
| Soirée | Dernière actualisation : — |                                                                           |                                                                           |                                                                           |                                                                           |                                                                           |                                                                           |                                                                           |                                                                           |
| Soirée | Soirée Yerres Sud | Soirée Yerres Sud                                                         | Soirée Yerres Sud                                                         | Soirée Yerres Sud                                                         | Soirée Yerres Sud                                                         | Soirée Yerres Sud                                                         | Soirée Yerres Sud                                                         | Soirée Yerres Sud                                                         | Soirée Yerres Sud                                                         |
| Soirée | Gare d'Yerres ⥋ Desserte du sud d'Yerres en soirée |                                                                           |                                                                           |                                                                           |                                                                           |                                                                           |                                                                           |                                                                           |                                                                           |
| Soirée | Ouverture / Fermeture 2 janvier 2020 / — | Longueur —                                                                | Durée —                                                                   | Nb. d’arrêts 10                                                           | Matériel —                                                                | Jours de fonctionnement L, Ma, Me, J, V, S                                | Jour / Soir / Nuit / Fêtes N / O / N / N                                  | Voy. / an —                                                               | Dépôt —                                                                   |
| Soirée | Desserte : - Ville et lieux desservis : Yerres - Gare desservie : Yerres |                                                                           |                                                                           |                                                                           |                                                                           |                                                                           |                                                                           |                                                                           |                                                                           |
| Soirée | Autre : - Zones traversées : 4 - Arrêts non accessibles aux UFR : — - Amplitudes horaires : La ligne fonctionne du lundi au samedi soir à raison de cinq départs entre 22 h 10 et 0 h 10. - Substitution nocturne : Ce service remplace les lignes diurnes et dépose les voyageurs aux arrêts demandés, sans itinéraire fixe. - Date de dernière mise à jour : 12 mars 2022.             |                                                                           |                                                                           |                                                                           |                                                                           |                                                                           |                                                                           |                                                                           |                                                                           |
| Soirée | Dernière actualisation : — |                                                                           |                                                                           |                                                                           |                                                                           |                                                                           |                                                                           |                                                                           |                                                                           |

## Gestion et exploitation

### Parc de véhicules

#### Dépôts
Les véhicules sont remisés dans les Centres Opérationnels Bus (COB) situés sur les communes de Brunoy et de Draveil. Les dépôts ont pour mission de stocker les différents véhicules, mais également d'assurer leur entretien préventif et curatif. L'entretien curatif ou correctif a lieu quand une panne ou un dysfonctionnement est signalé par un machiniste.

## Parc de véhicules

### Bus articulés
| Constructeur  | Modèle         | Nombre | Numéros de coquille           | Période de mise en service            | Affectations | Observations                                      |
| ------------- | -------------- | ------ | ----------------------------- | ------------------------------------- | ------------ | ------------------------------------------------- |
| Heuliez Bus   | GX 437         | 4      | 222032-222033 ; 222037-222038 | Entre Décembre 2015 et Juillet 2018   | 4111 4158    | Ex-Transdev STRAV depuis le 1er août 2022         |
| Heuliez Bus   | GX 437 Hybride | 4      | 222030-222031 ; 222034-222035 | Entre Septembre 2015 et Novembre 2017 | 4111 4158    | Ex-Transdev STRAV depuis le 1er août 2022         |
| Iveco Bus     | Urbanway 18    | 4      | 222025-222028                 | Entre Décembre 2014 et Avril 2015     | 4111 4158    | Ex-Transdev STRAV depuis le 1er août 2022         |
| Mercedes-Benz | Citaro G C2    | 1      | 222128                        | Depuis Avril 2018                     | 4111         | Ex-Transdev N'4 Mobilités depuis le 1er mars 2025 |

### Bus standards
| Constructeur  | Modèle                 | Nombre | Numéros de coquille                                                                    | Période de mise en service           | Affectations                                                                                   | Observations |
| ------------- | ---------------------- | ------ | -------------------------------------------------------------------------------------- | ------------------------------------ | ---------------------------------------------------------------------------------------------- | --- |
| Heuliez Bus   | GX 327                 | 12     | 221197-221199 ; 221201 ; 221203-221208, 221212-221213                                  | Entre Juillet 2009 et Juillet 2013   | 4110 4112 4113 4114 4115 4116 4117 4118 4120 4132 4134 4150 4151 4157 4158 4159 4160 4161 4162 | Ex-Transdev STRAV depuis le 1er août 2022 |
| Heuliez Bus   | GX 337                 | 14     | 221229 ; 221246-221248 ; 221254 ; 221257 ; 221260-221261 ; 221264-221268 ; 231275      | Entre Octobre 2015 et Mars 2020      | 4110 4112 4113 4114 4115 4116 4117 4118 4120 4132 4134 4150 4151 4157 4158 4159 4160 4161 4162 | Ex-Transdev STRAV depuis le 1er août 2022 231275 : Ex-Keolis Seine Val-de-Marne depuis le 1er mars 2025 |
| Heuliez Bus   | GX 337 Hybrid          | 14     | 221227-221228 ; 221234-221241 ; 221244-221245 ; 221258-221259                          | Entre Juillet 2015 et Octobre 2018   | 4110 4112 4115 4120 4134 4158                                                                  | Ex-Transdev STRAV depuis le 1er août 2022 |
| Irisbus       | Citelis 12             | 5      | 221185 ; 221192 ; 221286-221288                                                        | Entre Septembre 2007 et Janvier 2010 | En réserve                                                                                     | 221185 et 221192 : Ex-Transdev STRAV depuis le 1er août 2022 221286-221288 : Ex-SAVAC depuis le 1er mai 2023 |
| Iveco Bus     | Urbanway 12            | 9      | 221221-221223 ; 231423 ; 231426-231430                                                 | Entre Août 2014 et Décembre 2019     | 4113 4114 4115 4116 4117 4118 4150 4151 4157 4159 4160 4161 4162                               | 221221-221223 : Ex-Transdev STRAV depuis le 1er août 2022 231429 : Ex-Keolis CIF depuis le 1er novembre 2023 231423 : Ex-Keolis CIF depuis le 1er janvier 2024 231426-231428 et 231430 : Ex-Keolis CIF depuis le 1er octobre 2024 |
| MAN           | Lion's City A37 Hybrid | 10     | 221230-221233 ; 221242-221243 ; 221249-221250 ; 221256 ; 221269                        | Entre Octobre 2015 et Décembre 2018  | 4113 4114 4115 4116 4117 4118 4150 4151 4157 4159 4160 4161 4162                               | Ex-Keolis Seine Sénart depuis le 1er août 2022 |
| Mercedes-Benz | Citaro                 | 1      | 221184                                                                                 | Depuis Décembre 2006                 | En réserve                                                                                     | Ex-Keolis Seine Sénart depuis le 1er août 2022 |
| Mercedes-Benz | Citaro C2              | 18     | 221218-221220 ; 221224-221226 ; 221251-221253 ; 221255 ; 221262-221263 ; 221270-221275 | Entre Août 2014 et Juin 2020         | 4113 4114 4115 4116 4117 4118 4150 4151 4157 4159 4160 4161 4162                               | Ex-Keolis Seine Sénart depuis le 1er août 2022 |
| Mercedes-Benz | Citaro Facelift        | 17     | 221186-221191 ; 221193-221195 ; 221202 ; 221209-221211 ; 221214-221217                 | Entre Octobre 2008 et Juillet 2013   | 4113 4114 4115 4116 4117 4118 4150 4151 4157 4159 4160 4161 4162                               | Ex-Keolis Seine Sénart depuis le 1er août 2022 |

### Midibus
| Constructeur | Modèle   | Nombre | Numéros de coquille | Période de mise en service           | Affectations                  | Observations                              |
| ------------ | -------- | ------ | ------------------- | ------------------------------------ | ----------------------------- | ----------------------------------------- |
| Heuliez Bus  | GX 127 L | 15     | 223040-221054       | Entre Juillet 2009 et Décembre 2013  | 4119 4130 4131 4132 4133 4135 | Ex-Transdev STRAV depuis le 1er août 2022 |
| Heuliez Bus  | GX 137 L | 12     | 223056-223067       | Entre Septembre 2015 et Juillet 2018 | 4119 4130 4131 4132 4133 4135 | Ex-Transdev STRAV depuis le 1er août 2022 |

### Autocars
| Constructeur  | Modèle            | Nombre | Numéros de coquille                      | Période de mise en service         | Affectations                  | Observations |
| ------------- | ----------------- | ------ | ---------------------------------------- | ---------------------------------- | ----------------------------- | --- |
| Iveco Bus     | Crossway LE Line  | 12     | 227209-227221                            | Entre Décembre 2015 et Juin 2020   | 4121 4122 9101 N133 N134 N135 | 227209-227213 : Ex-Transdev CEAT depuis le 1er août 2022 227214-227221 : Ex-Keolis Seine Sénart depuis le 1er août 2022                                                                                |
| Mercedes-Benz | Citaro LE Ü       | 2      | 460-461                                  | Depuis Septembre 2009              | -                             | Ex-Keolis Seine Sénart depuis le 1er août 2022 |
| Mercedes-Benz | Intouro II M      | 4      | 217063-217065 ; 217067                   | Entre Octobre 2017 et Octobre 2019 | -                             | 217065 et 217067 : Ex-Transdev Saint-Fargeau-Ponthierry depuis le 1er février 2024 217063 et 217064 : Ex-Transdev Saint-Fargeau-Ponthierry et Ex-Transdev Vaux-le-Pénil depuis le 1er juin 2024        |
| Setra         | S 415 LE Business | 8      | 227222-227229                            | Entre Juin 2018 et Novembre 2020   | 4122 9101 N133 N134 N135      | 227222-227223 et 227225 : Ex-Keolis Seine Sénart 227224 et 227227 : Ex-Keolis Seine Val-de-Marne 227226 : Ex-Transdev STRAV 227228 : Ex-Keolis Meyer 227229 : Ex-Transdev CEAT depuis le 1er août 2022 |
| Setra         | S 415 ÜL          | 5      | 227198-227199 ; 227204 ; 227206 ; 227208 | Entre Août 2011 et Décembre 2014   | 9101                          | Ex-Transdev STRAV depuis le 1er août 2022 |

### Tarification et fonctionnement
La tarification des lignes d'autobus d'Île-de-France est unifiée et accessible avec les mêmes abonnements. Un ticket « bus-tram », qui remplace le ticket t+ au 1er janvier 2025, permet un trajet simple quelle que soit la distance, avec une ou plusieurs correspondances possibles avec les autres lignes de bus et de tramway pendant une durée maximale de 1 h 30 entre la première et dernière validation. En revanche, un ticket validé dans un bus ne permet pas d'emprunter le métro, ni le Transilien et le RER. Les lignes Orlybus et Roissybus, assurant de façon directe les dessertes aéroportuaires via autoroute, disposent d'une tarification spécifique mais sont accessibles avec les abonnements habituels.
Les tarifs des billets et abonnements dont le montant est limité par décision politique ne couvrent pas les frais réels de transport. Le manque à gagner est compensé par l'autorité organisatrice, Île-de-France Mobilités, présidée depuis 2005 par le président du conseil régional d'Île-de-France et composé d'élus locaux. Elle définit les conditions générales d'exploitation ainsi que la durée et la fréquence des services. L'équilibre financier du fonctionnement est assuré par une dotation globale annuelle aux transporteurs de la région grâce au versement mobilité payé par les entreprises et aux contributions des collectivités publiques.

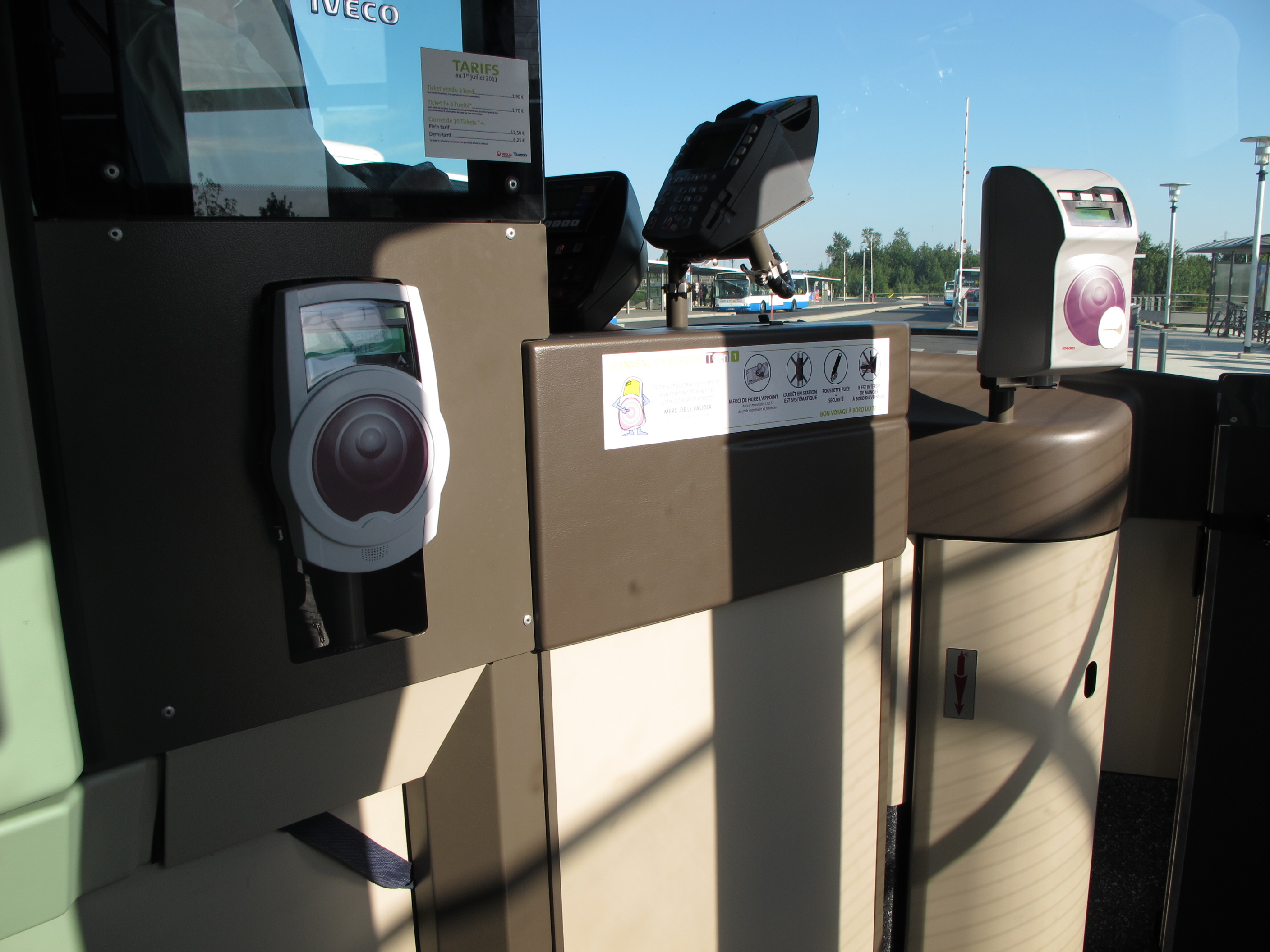
Validateurs pour passes Navigo (à gauche) et pour tickets carton (à droite) présents dans les bus et tramway.

L’achat de ticket par SMS est possible depuis 2018, en envoyant VYVS au 93100 (coût de 2,50 € depuis le 1er janvier 2023, prélevé sur les factures de téléphone). Ce ticket SMS est valable 1 h, sans correspondance.